# Tru Tiên
Tru Tiên (giản thể: 诛仙; phồn thể: 誅仙; bính âm: Zhūxiān) là một bộ tiểu thuyết giả tưởng thần tiên kiếm hiệp (còn gọi là tiên hiệp) do Tiêu Đỉnh sáng tác. Tru Tiên được đưa lên mạng vào năm 2003 khi còn chưa hoàn thành, tác phẩm này nhanh chóng thu hút đông đảo sự quan tâm của độc giả và nên gây một làn sóng mới trong văn học Trung Quốc. Đài Loan đã mua bản quyền xuất bản bộ truyện với giá 1 triệu nhân dân tệ. Tại Trung Quốc, trong 3 năm liên tiếp kể từ khi xuất bản, Tru Tiên đã phát hành được gần 2 triệu bản, vượt qua kỷ lục của Harry Potter ở Trung Quốc.
Nhiều công ty game, hãng làm phim - bao gồm nhà chế tác Trương Kỷ Trung, đài truyền hình và xưởng phim hoạt hình Trung Quốc, Hàn Quốc và Đài Loan đã tham gia thương thảo bản quyền với tác giả để chuyển thể tác phẩm này.

## Nội dung
Tru Tiên kể về một thời đại thần tiên không xác định ở Trung Quốc, với 3 đại phái là Thanh Vân Môn, Thiên Âm Tự và Phần Hương Cốc, đối lập với Ma Giáo. Thanh Vân Môn là lực lượng đứng đầu chính đạo trong thiên hạ.

### Nhập môn tu đạo
Nhân vật chính Trương Tiểu Phàm sống ở thôn Thảo Miếu, một làng nhỏ bên dưới chân núi Thanh Vân Môn, có bạn thân là Lâm Kinh Vũ. Trương Tiểu Phàm ngốc nghếch kém cỏi, không thông minh lanh lợi như Lâm Kinh Vũ. Trong 1 lần hai đứa trẻ đang chơi đùa, Tiểu Phàm tình cờ được Phổ Trí (một trong Tứ Đại Thần Tăng của Thiên Âm Tự) cứu thoát khi suýt bị Kinh Vũ vô ý bóp cổ. Đêm xuống, một hắc y nhân bắt cóc Lâm Kinh Vũ chạy đi. Lúc đó có Phổ Trí đã ra tay giải cứu, nhưng bị trúng độc của Thất Vĩ Ngô Công - con rết cực độc trong thiên hạ. Hắc y nhân cho biết mục tiêu của hắn không phải là Lâm Kinh Vũ mà chính là Phệ Huyết Châu - vật chí hung của Ma Giáo đã biệt tích hơn 800 năm - mà Phổ Trí đang phong ấn và giữ lại bên mình. Phổ Trí kinh ngạc khi hắc y nhân dùng Thần Kiếm Ngự Lôi Chân Quyết của Thanh Vân Môn đánh tới, nhưng vẫn gắng gượng dùng Đại Phạm Bát Nhã của Thiên Âm Tự chống đỡ, đánh bị thương hắc y nhân, nhưng bản thân cũng sức tàn lực kiệt, chỉ còn chờ chết. Vô tình, Trương Tiểu Phàm lúc này cũng có mặt và chứng kiến từ đầu tới cuối màn giao đấu của Phổ Trí với hắc y nhân bí ẩn nọ. Lúc sắp mất, Phổ Trí vẫn day dứt vì nguyện ước thống nhất sở học của 2 đại môn phái để tìm ra phương thức trường sinh bất lão chưa thành, liền nghĩ ra cách dạy khẩu quyết Đại Phạm Bát Nhã cho một trong hai đứa bé, hi vọng Thanh Vân Môn sẽ thu nạp, sau này có thể kết hợp tuyệt nghệ của cả hai đại môn pháp, giải đáp được bí ẩn về sự trường thọ. Sau một lúc đắn đo lựa chọn, Phổ Trí chọn Trương Tiểu Phàm vì thấy cậu thật thà, tâm tính kiên định, không quá thông minh dẫn đến dễ bị chú ý như Lâm Kinh Vũ. Sau khi dạy khẩu quyết luyện công xong Phổ Trí đánh ngất Trương Tiểu Phàm.
Lúc tỉnh dậy, Lâm Kinh Vũ (cả đêm bị ngất không biết gì) và Trương Tiểu Phàm kinh hãi khi thấy cả làng mình đã bị giết sạch. Các đệ tử Thanh Vân Môn đi ngang biết chuyện liền đưa hai đứa trẻ lên Thanh Vân Môn. Chưởng môn Thanh Vân Môn là Đạo Huyền Chân Nhân một mặt ra lệnh truy tìm kẻ thủ ác, mặt khác cho hai đứa trẻ gia nhập Thanh Vân Môn. Lâm Kinh Vũ thông minh khác thường, được Thương Tùng Đạo Nhân - thủ tọa chi phái Long Thủ Phong - nhận lấy làm đồ đệ, trong khi không ai muốn nhận Trương Tiểu Phàm. Cuối cùng Đạo Huyền Chân Nhân ép thủ tọa Đại Trúc Phong là Điền Bất Dịch, chi phái nhỏ nhất, phải tiếp nhận Trương Tiểu Phàm.
Đại Trúc Phong trước Trương Tiểu Phàm chỉ có sáu đồ đệ, do Điền Bất Dịch và phu nhân là Tô Như đứng đầu. Hai người có 1 cô con gái yêu là Điền Linh Nhi, sớm trở thành người tình trong mộng của Trương Tiểu Phàm. Tuy nhiên mối tình này được Tiểu Phàm giữ kín trong lòng. Trương Tiểu Phàm âm thầm tập luyện cả Đại Phạm Bát Nhã và Thái Cực Huyền Thanh Đạo theo ước nguyện của Phổ Trí, hai phép luyện công này hoàn toàn khác nhau, nếu không muốn nói là hoàn toàn trái ngược về đường lối, nên Tiểu Phàm tiến triển vô cùng chậm chạp, kém xa các huynh đệ đồng môn. Cùng lúc này Lâm Kinh Vũ đã nhanh chóng vươn lên trở thành ngôi sao mới nổi của Thanh Vân Môn. Tuy nhiên do kỳ duyên, Tiểu Phàm vô tình gặp được cây gậy Nhiếp Hồn, là tà vật chí hung trong thiên hạ, Phệ Huyết Châu hút máu của Tiểu Phàm để giao đấu với Nhiếp Hồn, sau đó nhờ máu mà kết hợp lại với nhau, trở thành một pháp bảo huyết luyện chỉ nhận Tiểu Phàm làm chủ. Tiểu Phàm cũng đồng thời thu nhận linh thú Tam Nhãn Linh Hầu, đặt tên là Tiểu Hôi.
Theo thông lệ, Thanh Vân Môn mở kỳ Thất Mạch Hội Võ 60 năm/lần để chọn ra các đệ tử xuất sắc nhất của môn phái. Theo quy định mới các chi phái sẽ đưa ra 9 đệ tử tham dự đại hội. Tề Hạo cùng Lâm Kinh Vũ từ Long Thủ Phong sang Đại Trúc Phong thông báo điều này cho Điền Bất Dịch. Lâm Kinh Vũ trong lúc đùa giỡn đã hơi quá tay, đánh bay Trương Tiểu Phàm, lại còn chọc giận Điền Bất Dịch. Điền Bất Dịch đại triển thần uy, làm Tề Hạo và Lâm Kinh Vũ phát hoảng mà quay về.
Đại Trúc Phong do ít nhân số nên chỉ cử ra được 8 người, do đại hội thiếu người, một người đã được đặc cách miễn đấu vòng ngoài. Trương Tiểu Phàm lại là kẻ bốc trúng lá thăm may mắn đó. Lúc giao đấu, nhờ sức mạnh kì lạ của Phệ Huyết Châu và Nhiếp Hồn Bổng (lúc này tạm gọi là Thiêu Hỏa Côn) cùng với nội công độc đáo Đạo - Phật kết hợp với sự may mắn kì lạ, Tiểu Phàm thắng liên tiếp và lọt vào hàng ‘Tứ cường’. Tại vòng này, y đấu với Lục Tuyết Kỳ, nữ đệ tử thiên tài của Tiểu Trúc Phong. Lục Tuyết Kỳ sử dụng Thiên Gia thần kiếm, vũ khí thần binh nổi tiếng của chính đạo và có mối quan hệ oan gia ngàn năm với Phệ Huyết Châu. Hai người bất phân thắng bại, Lục Tuyết Kỳ bất chấp nội lực chưa đủ thâm hậu đã sử dụng Thần Kiếm Ngự Lôi Chân Quyết, một trong bốn tuyệt kĩ trấn sơn của Thanh Vân Môn. Trương Tiểu Phàm vốn có thể giành phần thắng, nhưng ánh mắt bất lực của Lục Tuyết Kỳ lúc đó đã khiến cho Trương Tiểu Phàm mềm lòng, cuối cùng bị Thần Kiếm Ngự Lôi Chân Quyết đánh cho trọng thương. Lục Tuyết Kỳ thắng trận nhưng nội lực cạn kiệt, vào đến trận cuối cùng thì để thua trước Tề Hạo, đại đệ tử của Long Thủ Phong. Tề Hạo vô địch kỳ Thất mạch hội võ, được Đạo Huyền truyền cho pháp bảo Lục Hợp Kính.
Sự xả thân này bắt đầu khiến Lục Tuyết Kỳ quan tâm tới Trương Tiểu Phàm, và câu chuyện tình của hai người được phát triển xen kẽ những diễn biến chính của tác phẩm.

### Hạ sơn
Sau Thất Mạch Hội Võ, bốn đệ tử xuất sắc nhất của Thanh Vân Môn là Tề Hạo, Tăng Thư Thư, Lục Tuyết Kỳ và Trương Tiểu Phàm được cử đến Vạn Bức Cổ Quật - Không Tang Sơn để thám thính nội tình ma giáo. Tại Vạn Bức Cổ Quật, các đệ tử Thanh Vân Môn hợp sức với các nhân tài trẻ tuổi của Thiên Âm Tự và Phần Hương Cốc tấn công dư nghiệt Ma giáo. Bên dưới Tử Linh Uyên, Trương Tiểu Phàm và Lục Tuyết Kỳ liều mạng tương cứu lẫn nhau nhưng sau đó lại bị thất lạc do sự xuất hiện của Hắc Thủy Huyền Xà, Trương Tiểu Phàm bị tách khỏi đoàn người chính đạo.
Sau đó, Trương Tiểu Phàm gặp Bích Dao, con gái của Quỷ Vương Tông chủ, một trong 4 đại tông chủ của Ma giáo. Ma giáo từng bị 3 đại môn phái liên thủ đánh cho tan tác, nhưng sau đó lại tập hợp lực lượng và phát triển thành 4 tông phái riêng rẽ, là Vạn Độc Môn, Trường Sinh Đường, Hợp Hoan Phái và Quỷ Vương Tông, trong đó Quỷ Vương Tông là thế lực đang dần mạnh lên, bắt đầu áp đảo các tổ chức Ma giáo khác. Do bị Hắc Thủy Huyền Xà tấn công, Tiểu Phàm và Bích Dao bị giam trong lòng Tích Huyết Động dưới Vạn Bức Cổ Quật – vốn là căn cứ địa của Luyện Huyết Đường, tông phái thống lĩnh Ma giáo 800 năm về trước (Đường chủ Hắc Tâm lão Nhân là người luyện ra Phệ Huyết Châu), ở đó 2 người đã gặp được Thiên Thư đệ nhất quyển - kinh điển của Ma giáo, và lấy được pháp bảo Hợp Hoan Linh cùng Si Tình Chú của Hợp Hoan Phái.
Sau khi tìm được cách thoát khỏi động, Tiểu Phàm nghe ngóng tin tức, biết được Ma giáo đang tập hợp tại Lưu Ba Sơn ngoài Đông Hải, người bên chính đạo cũng đổ dồn về đó, y liền lên đường. Trên đường đi, y tình cờ gặp ông cháu Chu Nhất Tiên, được đoán một quẻ là có tướng ‘Loạn ma’, vạn người có một, đồng thời cũng gặp Vạn Nhân Vãng - Tông chủ Quỷ Vương Tông, cha của Bích Dao, và là một người bạn của Chu Nhất Tiên. Y được Vạn Nhân Vãng giảng giải về nguồn gốc của Phệ Huyết Châu và Nhiếp Hồn, trong lòng lại dấy lên mối nghi hoặc về định nghĩa của Chính – Tà trong thiên hạ. Vạn Nhân Vãng nhận thấy tiềm năng của Trương Tiểu Phàm, cộng thêm tà vật Phệ Hồn Bổng mà y đang sở hữu, lão bắt đầu âm mưu hãm hại Tiểu Phạm để y bị chính đạo trục xuất, đầu quân cho mình. Do đang yêu đơn phương Trương Tiểu Phàm, Bích Dao cũng đồng ý với kế hoạch của cha mình. Không hề hay biết những điều này, Trương Tiểu Phàm tiếp tục lên đường, rồi cùng Thạch Đầu giúp dân Tiểu Trì trấn tiêu diệt Tam Vĩ Yêu Hồ - trong trận đánh này Tiểu Phàm may mắn có được pháp bảo trấn cốc lâu năm của Phần Hương Cốc là Huyền Hỏa Giám – thần khí của Vu tộc từ thời thượng cổ.
Tại Lưu Ba Sơn diễn ra một trận đánh ồn ào giữa chính đạo và Ma giáo, về hàng trưởng lão chỉ có Thương Tùng Đạo Nhân và phu phụ Điền Bất Dịch, nên mọi sự do Thanh Vân Môn lãnh đạo. Các lão già của Ma Giáo như Hấp Huyết Lão Yêu, Đoan Mộc Lão Tổ, Bách Độc Tử đều xuất thế, với đệ tử tinh anh của Ma Giáo tấn công chính đạo. Tuy Điền Bất Dịch đại triển thần uy, đánh Hấp Huyết Lão Yêu khốn đốn, nhưng đệ tử ma giáo quá đông, bên chính đạo khó bề chống đỡ. Tại một mặt khác của Lưu Ba Sơn, chúng đồ Quỷ Vương Tông bày bố trận pháp, vây bắt cự thú Quỳ Ngưu. Tiểu Phàm trong lúc cố gắng giải cứu Điền Linh Nhi khỏi bị mất mạng trước Quỳ Ngưu đã vô tình để lộ ra công pháp Đại Phạm Bát Nhã để chống đỡ. Cuối cùng, Quỷ Vương thừa cơ hội bắt lấy Quỳ Ngưu, còn Tiểu Phàm tuy thoát chết nhưng lại gây nên sóng gió trong chính đạo.
Khi về Thanh Vân, sau khi điều trị thương tích, Tiểu Phàm bị các vị sư tôn tra hỏi về nguồn gốc chân pháp Đại Phạm Bát Nhã trên người y. Phổ Hoằng Thần Tăng - phương trượng Thiên Âm Tự - cùng Phổ Không Thần Tăng cũng có mặt, đủ thấy sự việc hệ trọng mức nào. Thượng Quan Sách bên Phần Hương Cốc cũng ra mặt, mang danh là đi hỏi về Huyền Hỏa Giám bị mất dưới Vạn Bức Cổ Quật. Sau một hồi tra hỏi, Tiểu Phàm vẫn không hé môi. Đúng lúc này, Đạo Huyền Chân Nhân bị ám toán bằng Thất Vĩ Ngô Công để sẵn trên thanh Thiêu Hỏa Côn (vốn đã bị tịch thu ngay khi trở về Thanh Vân), lại bị Thương Tùng đâm một dao làm trọng thương. Bất ngờ, Tứ đại Tông chủ Ma giáo dẫn đồ đệ tập kích lên Thanh Vân. Thượng Quan Sách bên Phần Hương Cốc ám toán Phổ Hoằng Thượng Nhân, làm ông bị thương, hóa ra hắn không phải Thượng Quan Sách mà là thích khách Chu Ẩn của Quỷ Vương Tông cài vào, người của Phần Hương Cốc thật sự không hề có mặt. Thượng Quan Sách giả này và Thương Tùng thực chất là người của ma giáo, đã cấu kết với Quỷ Vương để vu oan giá họa cho Trương Tiểu Phàm, đồng thời ám sát Đạo Huyền và Phổ Không, mở đường cho ma giáo tấn công.
Hai vị cao nhân đứng đầu thiên hạ đều đã bị thương, chiến sự nổ ra ngay trên Ngọc Thanh Điện. Môn hạ Thanh Vân Môn và Thiên Âm Tự cùng dốc sức cự địch, hiềm nỗi lực lượng Ma Giáo áp đảo, Thanh Vân Môn lại ở vào thế bị động ra sức chống đỡ. Linh thú trấn sơn Thủy Kì Lân tham chiến cũng bị Độc Thần – Môn chủ Vạn Độc Môn và Tam Diệu Tiên Tử - Tông chủ Hợp Hoan Phái bức phải thoái lui. Đạo Huyền Chân Nhân gượng sức, đi đến Huyễn Nguyệt Động Phủ thỉnh xuất Tru Tiên Cổ Kiếm. Lâm Kinh Vũ và Trương Tiểu Phàm đi theo hộ giá, vô tình dẫn dụ bọn Chu Ẩn về phía Nhà thờ Tổ nơi hậu sơn. Tại đây, Lâm Kinh Vũ vô tình gặp một lão tiền bối đạo hạnh cao thâm, ông ta dùng Trảm Long Kiếm xuất thần nhập hóa, đánh tan tác bọn thích khách cao thủ. Sau này, Lâm Kinh Vũ luôn ở Nhà thờ Tổ, nhờ ông lão dạy cho kiếm pháp. Ông lão đó chính là Vạn Kiếm Nhất, nguyên nhân gây ra sự phản trắc của Thương Tùng.
Tru Tiên Kiếm được huy động, khởi phát Tru Tiên kiếm trận uy lực kinh hồn trên Thông Thiên Phong, chúng đồ Ma Giáo tử thương vô số, Đường chủ Trường Sinh Đường là Ngọc Dương Tử cũng bị kiếm khí chặt đứt một cánh tay lúc mở đường máu đào thoát. Tuy lấy lại được thế thượng phong, nhưng Thanh Vân Môn cũng bị tổn hại: thủ tọa, trưởng lão mất đi một nửa, đệ tử tử thương không ít, Đạo Huyền Chân Nhân cũng bị hao tổn không ít chân khí, ngất đi chốc lát. Khi ông tỉnh lại, Phổ Hoằng Thượng Nhân mới tiết lộ một bí mật: vụ án thảm sát tại Thảo Miếu thôn năm xưa là do chính Phổ Trí trong lúc quẫn bách gây ra, để tạo điều kiện cho Tiểu Phàm và Kinh Vũ gia nhập Thanh Vân Môn; cũng chính Phổ Trí đã truyền Đại Phạm Bát Nhã cho Trương Tiểu Phàm, với mong ước hợp nhất Phật - Đạo, tìm đường đến cõi trường sinh. Trương Tiểu Phàm không chịu nổi cú sốc vì sự việc của Phổ Trí, bị lệ khí của Phệ Huyết Châu và Nhiếp Hồn Bổng lấn áp tâm trí, hai mắt đỏ ngầu, có dấu hiệu nhập ma trên đại điện.
Trong lúc bạn bè xung quanh đang cố gắng cứu Trương Tiểu Phàm khỏi nhập ma, Bích Dao đột ngột xuất hiện, đòi dẫn Tiểu Phàm đang nửa tỉnh nửa mê về Ma Giáo, làm mọi người Thanh Vân Môn bất ngờ, vừa rồi Thanh Vân Môn đối đầu Ma giáo tử thương vô số, họ nhận ra đây là con gái của Quỷ Vương Tông Chủ, không ít người lại hoài nghi có phải Trương Tiểu Phàm thật sự quan hệ với Ma giáo. Cộng thêm Quỷ Vương, vì không thấy con gái, đã dẫn môn hạ Quỷ Vương Tông lên lại đỉnh Thông Thiên, sau đó, 3 tông phái kia cũng xuất hiện theo. Quỷ Vương ra lệnh Bích Dao dẫn Trương Tiểu Phàm đi, Đạo Huyền trông thấy Trương Tiểu Phàm nhập ma bị ma giáo dẫn đi, lo sợ hắn cùng Phệ Huyết Châu về sau họa hại thương sinh, chỉ đành thở dài, gượng sức huy động Tru Tiên kiếm trận lần nữa, nhưng lần này là để chém chết Trương Tiểu Phàm. Bích Dao liều mình dùng Si Tình Chú đỡ đòn cho y, nhờ có Hợp Hoan Linh nhiếp lại một hồn nên không chết, nhưng hôn mê vĩnh viễn.

### Mười năm sau
Sau biến cố, Trương Tiểu Phàm gia nhập Quỷ Vương Tông và trở thành Quỷ Lệ, phó tông chủ Quỷ Vương Tông, hay trong Ma Giáo còn có biệt hiệu là Huyết công tử, cùng với Độc công tử Tần Vô Viêm của Vạn Độc Môn và Diệu công tử Kim Bình Nhi của Hợp Hoan Phái, xưng là ‘Tam công tử’ – 3 nhân vật xuất sắc thuộc lớp trẻ Ma Giáo. Quỷ Lệ được biết đến bởi thủ đoạn tàn độc. Quỷ Vương Tông lúc này phát triển trở thành thế lực có sức mạnh áp đảo, tiêu diệt và sáp nhập tất cả các tổ chức nhỏ lẻ khác trong nội bộ Ma Giáo. Quỷ Lệ trở thành nhất đại chiến tướng của Quỷ Vương, được Quỷ Vương truyền cho Thiên Thư đệ nhị quyển và được cử đến Tử Trạch tìm pháp bảo mới xuất hiện, cùng với 3 tông phái khác với sự trợ lực vô tình của bên chính đạo, đã tiêu diệt Trường Sinh Đường, đồng thời y cũng chạm mặt những người quen cũ như Lâm Kinh Vũ, Chu Nhất Tiên,…
Ở Thiên Đế Bảo Khố, y gặp lại Lục Tuyết Kỳ, vì thuộc hai phe đối lập, hai người không thể không hướng binh khí vào nhau, liều mạng giao đấu lại không đành lòng làm tổn thương đối phương. Hắc Thủy Huyền Xà bất ngờ xuất hiện mang theo Trương Tiểu Phàm và Lục Tuyết Kỳ đâm vào thạch môn của bảo khố, Trương Tiểu Phàm sắp sửa hôn mê dồn sức cứu Lục Tuyết Kỳ, cùng nhau tiến vào Thiên Đế Bảo Khố, cũng tại đây, cả hai học được Thiên Thư đệ tam quyển. Sau đó, hai trong số Tứ đại thánh sứ của Quỷ Vương Tông cũng đến Tử Trạch để bắt chim thần Hoàng Điểu.
Môn hạ của Quỷ Vương Tông bị ngư nhân – một trong 63 dị tộc vùng Thập Vạn Đại Sơn ở biên thùy phương nam – ám sát, để điều tra việc này, Quỷ Lệ phải xuống phía nam, thâm nhập Phần Hương Cốc, tình cờ dùng Huyền Hỏa Giám giải thoát cho Cửu Vĩ Thiên Hồ Tiểu Bạch, phá hủy luôn cả Bát Hung Huyền Hỏa Trận trong Huyền Hỏa Đàn. Tiểu Bạch tiết lộ về kì thuật hoàn hồn của Vu tộc phương nam, thế là cả hai cùng lên đường đi Nam Cương.
Tại Thiên Thủy Trại, Quỷ Lệ gặp lại Lục Tuyết Kỳ một lần nữa, gần trong gang tấc mà xa tận chân trời. Lục Tuyết Kỳ giãy dụa giữa sư môn và tình yêu, dưới ánh trăng sáng, nàng vì Quỷ Lệ múa một hồi kiếm vũ, rạch một vạch ngăn giữa hai người để chặt đứt tơ tình, đây là điệu múa mà nàng đã múa dưới màn đêm Vọng Nguyệt Đài ở hậu sơn Tiểu Trúc Phong suốt mười năm nay. Mặc dù đã múa kiếm xong, nhưng tơ tình lại không thể chặt đứt, sau khi ngăn cản Quỷ Lệ toan bước chân qua vạch ngăn cách, Lục Tuyết Kỳ rời đi để lại Quỷ Lệ rối bời giữa trái tim và lý trí.
Sau đó, nhờ sự giúp đỡ của Tiểu Bạch, Quỷ Lệ đến Thất Lý Động tìm được Đại pháp sư của Miêu tộc, cầu xin ông thu hồn cho một người bạn của mình. Vu tộc cổ đại chia làm năm nhánh: Kim, Mộc, Thủy, Hỏa, Thổ. Người có khả năng dùng Hoàn hồn dị thuật là Đại pháp sư Kim tộc đương thời. Do sự tranh chấp thánh khí, Mộc tộc – được sự trợ giúp của Thú Yêu – tấn công Kim tộc. Đại pháp sư ra sức chống đỡ, tuy đẩy lùi được Mộc tộc, nhưng thánh khí bị cướp mất, và ông cũng trọng thương. Quỷ Lệ định ra tay giúp đỡ thì bị cảnh tượng Mộc tộc truy sát người dân Kim tộc gợi nhắc lại thảm kịch thôn Thảo Miếu năm xưa, nhất thời nhập ma mất đi lý trí, điên cuồng tàn sát kẻ địch, hấp thu tinh huyết như ác ma khát máu. Lục Tuyết Kỳ và một số đệ tử Phần Hương Cốc đúng lúc đi đến chứng kiến cảnh tượng này, nhầm tưởng cuộc thảm sát là do Quỷ Lệ gây ra, Lục Tuyết Kỳ đau đớn liều mạng xông lên ngăn cản hắn. Thiên Gia và Phệ Hồn lại tiếp tục quyết chiến sinh tử, Thần Kiếm Ngự Lôi Chân Quyết một lần nữa được thi triển, hơn nữa còn cộng thêm một phần công pháp Thiên Thư, uy lực kinh thiên. Sau khi lãnh trọn ngự lôi và bị Lý Tuân đánh lén, Quỷ Lệ một thân máu thịt tả tơi lao về phía Lục Tuyết Kỳ, song đến thời điểm ra sát chiêu, cả hai lại đồng thời thu tay. Đúng lúc này, Tiểu Bạch xông tới đưa Quỷ Lệ rời khỏi.
Sau trận chiến, đại pháp sư tiết lộ truyền thuyết về Vu tộc cổ đại và nguồn gốc Thú Yêu, hi vọng rằng sau khi ông giúp hồi sinh cho một người nhưng không tiết lộ là ai, Quỷ Lệ sẽ giúp ngũ tộc diệt trừ Thú Yêu, phục hồi Vu tộc. Tuy nhiên, sau nỗ lực to lớn để đến được trung nguyên và gần sắp cứu được Bích Dao, Đại pháp sư tàn sức, đã qua đời.

### Kiếp nạn Thú Thần
Sự xung đột ngấm ngầm từ lâu của ngũ tộc, đặc biệt là sự nổi dậy của Mộc tộc, đã bị Thú Yêu – Thú Thần Đại Vương – lợi dụng để hồi sinh. Thú Thần cuối cùng cũng sống lại, bởi vì trong lòng có oán tình với vu nữ Linh Lung mà muốn trút giận lên muôn dân thế gian, phát thề phải giết hết thảy sinh linh, cho nên đã chỉ huy hàng loạt yêu thú trong Thập Vạn Đại Sơn công kích trung thổ.
Cốc chủ Phần Hương Cốc Vân Dịch Lam đến Thanh Vân Môn kết minh, nhân tiện cầu hôn thay cho ái đồ Lý Tuân. Lục Tuyết Kỳ bởi vì một câu nói chém băng chặt sắt “Con không đồng ý” mà bị phạt đến Vọng Nguyệt Đài. Quỷ Lệ ở xa ngoài ngàn dặm lòng có cảm ứng tim chợt đập nhanh, trên đường vô tình có duyên gặp được Thú Thần, Thú Thần hỏi Quỷ Lệ trước khi chết còn có tâm nguyện gì, Quỷ Lệ bối rối một hồi, trong phút chốc ngàn vàn suy nghĩ ùn ùn kéo đến, cuối cùng chỉ còn lại một ý niệm trong đầu: "Ta muốn gặp lại nàng". Quỷ Lệ ngay sau đó lén lút chạy tới Tiểu Trúc Phong, biết được Lục Tuyết Kỳ vì cự hôn mà chịu sự trách phạt của sư môn, trong cơn nóng lòng muốn mang Lục Tuyết Kỳ cùng cao chạy xa bay, nhưng bởi vì Lục Tuyết Kỳ nhắc nhở Bích Dao chưa cứu được mà đành thôi.
Đúng lúc này, Môn chủ Vạn Độc Môn là Độc Thần qua đời, tạo nên cục diện khác trong Ma Giáo. Quỷ Vương Tông chủ lợi dụng tình thế đó, thí hơn ½ đệ tử Quỷ Vương Tông để mượn tay Thú Thần tiêu diệt lực lượng Vạn Độc Môn và Hợp Hoan Phái, đồng thời đưa toàn bộ lực lượng chủ chốt lên Man Hoang lánh nạn.
Lực lượng chính đạo tụ họp tại Thanh Vân sơn, dưới sự lãnh đạo của tam đại phái, hi vọng Tru Tiên kiếm trận – niềm hi vọng cuối cùng – có thể diệt được Thú Thần, cứu nguy thiên hạ. Đạo Huyền Chân Nhân cho các thủ tọa mở hết Thiên Cơ ấn, vốn dùng để phong bế sát khí của mạch núi Thanh Vân, tăng cường uy lực cho Tru Tiên kiếm trận, quyết dốc sức cho cuộc đại chiến. Điền Bất Dịch tỏ ra quan ngại về việc này nhưng không còn cách nào khác.
Đoàn quân yêu thú dưới sự lãnh đạo của 13 yêu vương, sau khi đánh Ma Giáo, liền kéo đến Thanh Vân, đi đến đâu giết sạch đến đấy, đánh nhau tơi bời với nhân sĩ chính đạo trên Thanh Vân sơn. Khi 13 yêu vương bị tiêu diệt sạch, Thú Thần gom xác chúng lại, biến ra một con quái khổng lồ. Vân Dịch Lam dùng thuật lạ của Ngọc Dương Cảnh giới trong Phần Hương Ngọc Sách đốt nám hơn ½ bộ xương đó. Phổ Hoằng Thượng Nhân dùng chân pháp tối thượng Đại Phạm Bát Nhã ép tan chướng khí quanh con quái, nhưng cả hai vị đều lần lượt bị đánh bại. Đạo Huyền Chân Nhân thỉnh xuất Tru Tiên cổ kiếm, huy động Tru Tiên kiếm trận, với quy mô rộng hơn kiếm trận năm xưa – trải khắp dãy Thanh Vân. Uy lực chém thần trảm quỷ, tru sát trời đất của Tru Tiên kiếm trận tuy đánh Thú Thần trọng thương, tháo chạy về Thập Vạn Đại Sơn, nhưng khí dữ của nó lại ảnh hưởng ngược đến người cầm kiếm, làm thần trí Đạo Huyền bị tổn hại.
Trong lúc trận chiến diễn ra, Quỷ Lệ có mặt tại hậu sơn Thanh Vân với ý định đột nhập Huyễn Nguyệt Động Phủ, Quỷ Tiên Sinh của Quỷ Vương Tông cũng theo y lên đây, cả hai gặp sự ngăn cản của Vạn Kiếm Nhất, xảy ra một trận chiến kinh hồn. Vạn Kiếm Nhất đã dồn ép Quỷ Lệ sắp bại trận, nhưng lại bị Quỷ Tiên Sinh ám toán, trọng thương mà chết, Quỷ Lệ được sự chỉ điểm của Quỷ Tiên Sinh, vào được Huyễn Nguyệt Động Phủ. Lâm Kinh Vũ tình cờ chạy đến, thấy thi hài Vạn Kiếm Nhất, cơn giận bốc lên, tìm kiếm khắp nơi, cuối cùng truy vào trong Huyễn Nguyệt Động Phủ. Cả hai giáp mặt, Lâm Kinh Vũ chất vất Quỷ Lệ về cái chết của Vạn Kiếm Nhất, lại nghe Quỷ Lệ đơn giản thừa nhận không giải thích, huynh đệ trở mặt thành thù, ra tay động thủ. Xa xa trước núi, Lục Tuyết Kỳ đang chiến đấu với yêu thú lại mơ hồ cảm ứng được người thương đang ở Thanh Vân, nên thuận theo cảm giác đi đến Huyễn Nguyệt Động Phủ. Lục Tuyết Kỳ đột nhiên xuất hiện khiến Quỷ Lệ ngây người trong chốc lát, không kịp tránh đòn tấn công mạnh mẽ của Lâm Kinh Vũ, may mà Lục Tuyết Kỳ quên mình lao tới chắn đỡ.
Đúng lúc này, Tru Tiên Kiếm từ trên trời rơi xuống Huyễn Nguyệt Động Phủ, Quỷ Lệ cầm lên, định phá hủy, nhưng lại tình cờ khám phá ra bí mật của cổ kiếm: Tru Tiên Kiếm hút lấy tinh lực và đạo hạnh của đối phương, mạnh hơn cả Phệ Huyết Châu, vốn chỉ hút tinh lực mà thôi. Tru Tiên Kiếm hút lấy máu và công lực của Quỷ Lệ, nhưng nhờ có Thái Cực Huyền Thanh Đạo, kết hợp với Đại Phạm Bát Nhã, đạo pháp Thiên Thư, Huyền Hỏa Giám, và pháp bảo Phệ Hồn bổng mới chật vật chặt gãy được Tru Tiên kiếm, chạy thoát ra ngoài. Sự việc Tru Tiên kiếm bị gãy chỉ có một số ít môn đồ Tiểu Trúc Phong và Đại Trúc Phong chứng kiến, tạm thời không truyền ra ngoài.
Thanh Vân Môn cử người lùng sục khắp núi để tìm Quỷ Lệ. Tại khu vực tìm kiếm của Tăng Thúc Thường – thủ tọa Phong Hồi Phong, Quỷ Lệ bị tìm ra, nhưng lại được một nhóm hắc y nhân bí ẩn, võ công cực cao cứu thoát. Khi tỉnh lại, Quỷ Lệ đang ở Thiên Âm Tự, lúc này y mới biết là Thiên Âm Tự cứu mình. Sau khi tĩnh dưỡng, Phổ Hoằng Thượng Nhân cho y tùy ý định đoạt với nhục thân của Phổ Trí, sau đó quyết định dùng đại lực thần thông của pháp trận ‘vòng Kim Cương’ tại thánh địa Thiên Âm Tự – Vô Tự Ngọc Bích – để hóa giải khí dữ trong người. Điều đó vô tình dẫn dụ thiên hình (sấm sét của trời), muốn đánh chết Quỷ Lệ, trong lúc đó trên vách ngọc xuất hiện Thiên Thư đệ Tứ quyển. Thiên hình đánh xuống Quỷ lệ, Vô tự ngọc bích đã cứu Quỷ Lệ và bị đánh vỡ.
Sau đại họa Thú Thần, tuy hắn đã bị thương, nhưng yêu thú thỉnh thoảng vẫn quấy nhiễu dân lành. Ông cháu Chu Nhất Tiên bị yêu thú bắt đi, Dã Cẩu Đạo Nhân hi sinh mạng mình để giải cứu cho họ. Tiểu Hoàn thi triển ‘Thu Hồn Thuật’ hy sinh 20 năm dương thọ để cứu sống Dã Cẩu, Quỷ Tiên Sinh tình cờ chứng kiến, sau đó liền truyền thuật pháp Quỷ Đạo mà ông ta tu luyện lại cho Tiểu Hoàn, mong Tiểu Hoàn sau này có thể hồi sinh cho một người nhưng không nói rõ là ai, mặc cho Chu Nhất Tiên tỏ vẻ lo ngại.
Về phần Quỷ Lệ, sau khi vô tình lĩnh hội Thiên Thư đệ Tứ quyển thì lên đường xuống Nam Cương để bắt cự thú Thao Thiết bên cạnh Thú Thần về theo lệnh của Quỷ Vương. Bên chính đạo cũng cử những đệ tử tài giỏi xuống phương nam để tìm diệt Thú Thần. Tiểu Bạch cũng đã ở bên cạnh Thú Thần từ khi hắn chạy về đây, với mục đích tìm hiểu về trận pháp Bát Hung Huyền Hỏa do chính tay Vu nữ nương nương Linh Lung – người mà Thú Thần yêu đơn phương – bày trí để tiêu diệt Thú Thần. Cũng từ đó mà Tiểu Bạch biết được: Thú Thần sau khi hồi sinh không còn là bất tử nữa, mà đã trở thành con người, và có thể bị giết chết. Thú Thần dùng Tụ Hỏa bồn khởi động Bát Hung Huyền Hỏa trận, kêu gọi rồng lửa bát hoang thiêu rụi tất cả, và hắn cũng được hội ngộ với Linh Lung ở cõi vĩnh hằng.
Quỷ Lệ và Lục Tuyết Kỳ hội ngộ tại Trấn Ma động – nơi ở của Thú Thần – hai người cùng nhau phá trận, hiểu rõ tình cảm dành cho nhau, nhưng vì đều mang trong mình trách nhiệm riêng, trải qua thời khắc ấm áp ngắn ngủi sau khi may mắn thoát chết, họ lại chia tay một lần nữa.

### Biến cố Thanh Vân
Lục Tuyết Kỳ trở về Thanh Vân mới biết được biến cố đã xảy ra: Điền Bất Dịch sau khi nghe nói về hành vi cổ quái của Đạo Huyền, đã âm thầm lên Thông Thiên Phong tìm gặp ông ta, không ngờ cả hai cùng mất tích, sau trận chiến long trời lở đất khiến Nhà thờ Tổ tan hoang. Thủy Nguyệt Đại Sự tiết lộ cho nàng bí mật của Thanh Vân Môn: Tru Tiên kiếm chứa khí dữ bạo ngược của trời đất, mỗi lần sử dụng sẽ khí dữ bị xâm hại, ảnh hưởng thần trí lẫn đạo hạnh tu hành, vì vậy chưa đến lúc nguy cấp thì tuyệt đối không được sử dụng. Trong trận chiến Chính – Ma hơn 100 năm trước, sư phụ của Đạo Huyền và Vạn Kiếm Nhất là Thiên Thành Tử đã sử dụng Tru Tiên kiếm trận, sau đó trở nên điên loạn, Đạo Huyền và Vạn Kiếm Nhất phải tự tay giết sư phụ của mình, bà muốn Lục Tuyết Kỳ đi điều tra, và khi gặp phải kẻ đã nhập ma đạo, thì phải giết kẻ đó.
Quỷ Lệ đem Thao Thiết về cho Quỷ Vương, song Quỷ Vương lại như bị điên cuồng, xảy ra đánh nhau với Quỷ Lệ khiến U Cơ phải can thiệp quát lớn, hai người giận dữ rời đi. Quỷ Lệ rời khỏi Hồ Kỳ sơn, về thăm lại Thảo Miếu thôn đổ nát năm nào. Quỷ Vương cũng đã bắt được dị thú Chúc Long tại Ma điện trên Man Hoang, tập họp đủ Tứ Linh, luyện Tứ Linh Huyết Trận.
Trong lúc đi ngao du khắp thiên hạ, bọn Chu Nhất Tiên đến một nghĩa trang gần thôn Thảo Miếu nghỉ chân qua đêm, vô tình đụng phải Đạo Huyền Chân Nhân – lúc này đã bị ma linh khống chế. Bọn họ bi Đạo Huyền giam vào mấy cỗ quan tài trong nghĩa trang, chung với Điền Bất Dịch.
Vu tộc cổ đại còn sót lại duy nhất một người: Vu Yêu, hiện đang chạy trốn sự truy đuổi của Thượng Quan Sách. Tiểu Bạch phát giác sự việc, liền đuổi theo hai người bọn họ. Tất cả vô tình tụ hội tại nghĩa trang kì bí nọ. Sau khi giao đấu với Tiểu Bạch, Thượng Quan Sách thua, bỏ chạy mất, Tiểu Bạch bắt Vu Yêu khai ra nguồn gốc huyền hỏa, rồi lại cùng với Lục Tuyết Kỳ giải thoát ông cháu Chu Nhất Tiên, Điền Bất Dịch ra khỏi mấy cỗ quan tài. Chỉ còn lại Lục Tuyết Kỳ và Điền Bất Dịch ở lại nghĩa trang chờ Đạo Huyền trở về, Điền Bát Dịch biểu thị bản thân chưa bao giờ đuổi Trương Tiểu Phàm ra khỏi sư môn, dự định nhất định sẽ lên Tiểu Trúc Phong cầu thân cho nàng cùng Trương Tiểu Phàm.
Quỷ Lệ đang ở tại phế tích thôn Thảo Miếu, phát hiện có người hút âm ma nơi đây để luyện tà thuật, liền đuổi theo, thì ra đó là Đạo Huyền – sau khi đã nhập ma, dùng âm hồn để luyện ‘Huyền Âm Quỷ Khí’. Hắn đuổi theo Đạo Huyền, đến nghĩa trang nọ. Điền Bất Dịch, Lục Tuyết Kỳ, Quỷ Lệ cùng liên thủ đánh với Đạo Huyền, nhưng bất phân thắng bại. Điền Bất Dịch bị Đạo Huyền dùng Tru Tiên đâm chết, lại thêm kỳ thuật ‘Tru Tâm tỏa’ khống chế thể xác, lão liến quay ra đánh Quỷ Lệ. Lục Tuyết Kỳ dùng Thiên Gia đâm thẳng vào tim Điền Bất Dịch, hóa giải tà khí, đồng thời kết thúc luôn cả sự sống vật vờ của lão. Đạo Huyền đột nhiên nhớ tới chuyện thí sư ngày xưa, thức tỉnh từ trong lệ khí, đau khổ rời đi.
Quỷ Lệ đưa thi thể Điền Bất Dịch về Đại Trúc Phong, Tô Như vì quá thương chồng mà tự vẫn theo. Trước khi chết, bà kể hết bí mật năm xưa, hóa giải hiểu lầm giữa Quỷ Lệ và Lục Tuyết Kỳ. Thủy Nguyệt vô cùng thương tâm vì cái chết của Tô Như, nhắc Văn Mẫn bảo Tống Đại Nhân đến cầu hôn, cũng tỏ ý sẽ giúp Lục Tuyết Kỳ gánh trách nhiệm môn quy, để Lục Tuyết Kỳ và Quỷ Lệ có thể ở bên nhau.
Quỷ Lệ đau khổ đến Hà Dương Thành, gặp lại Chu Nhất Tiên, được lão chỉ điểm, hắn liền đến Thiên Âm Tự mượn ‘Càn Khôn Luân Hồi Bàn’ để thử hồi sinh Bích Dao. Vào lúc này, Tứ Linh Huyết Trận đột ngột có dị biến. Càn Khôn Luân Hồi Bàn hay Tinh Bàn, vốn là pháp khí từ thời thượng cổ, lại chính là chìa khóa phong bế Càn Khôn Tỏa trên Phục Long Đỉnh, gây cản trở Tứ Linh Huyết Trận luyện thành. Do ảnh hưởng của Huyết Trận, Môn hạ Quỷ Vương Tông dần trở nên dễ hoảng loạn, hung tàn hiếu sát, Hồ Kỳ sơn cũng dần trở nên yếu ớt, sắp sụp đổ. Sau khi Quỷ Tiên Sinh tìm ra chìa khóa giải trừ Càn Khôn Tỏa trên Tinh Bàn, thay vì tìm cách hồi sinh Bích Dao thì ông ta lại mở ra cửa nối với cõi Tu La để phát động Tứ Linh Huyết Trận, để rồi bị chính Huyết Trận giết chết, Hồ Kỳ Sơn cũng sụp đổ. Quỷ Lệ suy sụp tinh thần, được Tiểu Bạch đưa về Thảo Miếu thôn.
Tiểu Bạch từ Nam Cương trở về sau khi tìm được nguồn gốc của huyền hỏa, biết được tình trạng của Quỷ Lệ liền đến gặp Lục Tuyết Kỳ thông báo cho nàng, sau đó đánh Quỷ Lệ một trận để nhắc nhở hắn rằng: Bích Dao đã chết rồi!. Quỷ Lệ khóc lớn ôm lấy Lục Tuyết Kỳ giải tỏa nỗi uất hận dồn nén bao năm qua nhưng sau đó lại đổ bệnh, Lục Tuyết Kỳ ngày đêm chăm sóc cho hắn, song Thanh Vân Môn gặp phải kiếp nạn khiến nàng không thể không trở về.

### Đại kết cục
Quỷ Vương huy động sức mạnh của Tứ Linh Huyết Trận, khống chế tâm trí dân lành và cả người bên chính đạo, lập thành một đội quân hùng hậu hơn cả đội quân yêu thú trước kia, cùng tấn công lên Thanh Vân Sơn. Đạo Huyền Chân Nhân không có mặt, các thủ tọa của Thanh Vân Môn chỉ còn sót lại vài người, Phần Hương Cốc vắng mặt, mọi việc lúc này đều do Phổ Hoằng Thượng Nhân chỉ đạo. Mất đi Tru Tiên kiếm trận, chính đạo ra sức chống đỡ một cách chật vật. Thủy Nguyệt Đại Sư bảo Lục Tuyết Kỳ hãy rời khỏi Thanh Vân để đến với Trương Tiểu Phàm nhưng nàng không chịu đi, bà bị môn hạ Quỷ Vương Tông đâm chết ngay sau đó.
Quỷ Lệ được Tru Tiên Kiếm triệu hoán, đi đến hậu sơn Thanh Vân, vào Huyễn Nguyệt Động Phủ, tại nơi này hắn nghe được thanh âm của những người thân yêu đã khuất, vật lộn với những nỗi đau đã trải qua trong đời, cuối cùng nhờ nhớ đến Lục Tuyết Kỳ mà vượt qua được, để lại quá khứ đau thương phía sau lưng, một lần nữa trở lại thành Trương Tiểu Phàm. Sau đó hắn gặp lại Đạo Huyền Chân Nhân đang nhập ma ở bên trong, Đạo Huyền dùng Tru Tiên Kiếm, thúc động Tru Tiên kiếm trận để đánh chết Trương Tiểu Phàm, nhưng linh hồn Vạn Kiếm Nhất đột ngột xuất hiện, hóa giải tâm ma của Đạo Huyền, đưa ông ta theo về cõi vĩnh hằng. Trương Tiểu Phàm dưới sự thôi thúc của Tru Tiên Kiếm – chính là Thiên Thư đệ Ngũ quyển – đã thỉnh xuất Tru Tiên Kiếm ra ngoài, giao đấu với Tứ Linh Huyết Trận.
Bản thân sử dụng nhuần nhuyễn Thái Cực Huyền Thanh Đạo và Đại Phạm Bát Nhã, lại thêm đạo pháp của Thiên Thư toàn văn, Trương Tiểu Phàm huy động Tru Tiên Kiếm xuất thần nhập hóa, đánh bại Quỷ Vương. Sau trận đánh, Quỷ Lệ lại trở về là một Trương Tiểu Phàm bình dị, sống ở Thảo Miếu thôn dưới chân núi Thanh Vân với con khỉ Tiểu Hôi và con chó Đại Hoàng.
Cuối cùng, Trương Tiểu Phàm gặp lại Lục Tuyết Kỳ dưới chân núi Thanh Vân, bao nhiêu năm tháng, tình sầu nhân gian, thoắt cái hiển hiện trong ánh mắt. Hai người nhìn nhau mỉm cười, trong tiếng chuông đinh đang ngân theo gió.
Sau hồi kết ở chính truyện là ba chương phiên ngoại mang tên Hồng Loan Tiếu, kể về những chuyện thường ngày giản dị mà ấm áp sau khi cặp đôi nam nữ chính gặp lại nhau tại thôn Thảo Miếu. Trương Tiểu Phàm theo Lục Tuyết Kỳ quay về Thanh Vân Sơn, trở về làm một lão Thất chuyên phụ trách bếp núc, sống vui vẻ cùng các huynh đệ trên Đại Trúc Phong. Bên cạnh đó, một số nhân vật quan trọng trong Thanh Vân như Tiêu Dật Tài, Lâm Kinh Vũ, Tống Đại Nhân, Văn Mẫn cũng sẽ được nhắc đến, cũng như điểm qua tình hình hiện tại của Thanh Vân Môn sau cuộc đại chiến và gợi mở nhiều chi tiết liên kết trực tiếp với bộ truyện Tru Tiên 2 về sau.
Bộ truyện kết thúc bằng cảnh Trương Tiểu Phàm dùng thơ cầu hôn Lục Tuyết Kỳ, hai người nắm chặt tay nhìn nhau nở nụ cười, từ nay cùng ngắm nhìn thế gian biến đổi. Chàng trai trải qua nửa đời lưu lạc giữa hai bên chính tà, hiếu thấu được giá trị của nhân sinh, cuối cùng vì nàng mà rửa sạch phồn hoa, quay trở về con người thật của mình, những người yêu nhau cuối cùng cũng được ở bên nhau.

## Nhân vật

### Trương Tiểu Phàm
Trương Tiểu Phàm là nhân vật linh hồn của tiểu thuyết tiên hiệp Tru Tiên. Tính cách kiên quyết quật cường, trọng tình trọng nghĩa, có duyên tu được Thiên Thư Công Pháp đệ nhất thiên hạ, là người duy nhất đương thời luyện được công pháp cả ba nhà Phật, Đạo, Ma.
Thuở nhỏ tình cờ gặp được cao tăng Thiên Âm Tự Phổ Trí, được truyền cho công pháp Đại Phàm Bát Nhã và Phệ Huyết Châu, thế nhưng lại gặp họa diệt thôn, cùng Lâm Kinh Vũ lấy thân phận cô nhi gia nhập Thanh Vân Môn. Tiểu Phàm tư chất không tốt bằng Lâm Kinh Vũ, không nhận được sự yêu thích của sư trưởng, cuối cùng gia nhập Đại Trúc Phong do Điền Bất Dịch làm thủ tọa, cũng thầm yêu sư tỷ thanh mai trúc mã Điền Linh Nhi. Trong một lần tình cờ, hắn gặp được tam nhãn linh hầu Tiểu Hôi, đồng thời phát hiện được Nhiếp Hồn Bổng, lấy máu Tiểu Phàm làm vật dẫn, cùng Phệ Huyết Châu hợp thành Phệ Hồn, hay còn gọi là Thiêu Hỏa Côn.
Trương Tiểu Phàm ở Thất Mạch hội võ nhờ vào may mắn cùng Phệ hồn mà đạt được thứ hạng xuất sắc, kết giao với Tăng Thư Thư - đệ tử Phong Hồi Phong, đồng thời còn bất ngờ gặp được nữ đệ tử mỹ lệ tuyệt thế của Tiểu Trúc Phong – Lục Tuyết Kỳ. Nhưng trong trận bán kết, Tiểu Phàm mềm lòng không nỡ hạ thủ, bại dưới Thần Kiếm Ngự Lôi Chân Quyết, trở thành tứ cường. Sau Thất Mạch, Trương Tiểu Phàm, Lục Tuyết Kỳ, Tăng Thư Thư, Tề Hạo được phái đến Không Tang Sơn lịch luyện, Tiểu Phàm ở nhà trọ Sơn Hải Uyển gặp được thiếu nữ áo xanh Bích Dao.
Ở Vạn Bức Cổ Quật, Trương Tiểu Phàm và Lục Tuyết Kỳ vì tương cứu lẫn nhau mà cùng rơi xuống Tử Linh Uyên, may mắn không chết, ở dưới đáy vực lần đầu tiên nắm tay một người con gái, sinh tử gắn bó không rời, mơ hồ sinh tình cảm, về sau bị thất lạc nhau do bị Hắc Thủy Huyền Xà bất ngờ công kích. Tiểu Phàm cùng Bích Dao bị đẩy vào Tích Huyết Động, mấy ngày sống nương tựa lẫn nhau, phát hiện thiên thư quyển thứ nhất được khắc trên thạch bích. Sau đó Trương Tiểu Phàm đi ngang qua một tiểu trấn bị hồ yêu họa hại, lần đầu gặp Chu Nhất Tiên và Tiểu Hoàn, được bói ra mệnh "Loạn ma", đồng thời nhận được chí bảo của Phần Hương Cốc là Huyền Hỏa Giám từ tay Lục Vĩ ma hồ.
Tại Lưu Ba Sơn, Tiểu Phàm vì nhìn thấy Điền Linh Nhi lòng yêu người khác mà tâm sinh ma tính, không tự khống chế được nảy sinh sát ý với Đại sư huynh Tống Đại Nhân, bị phạt quỳ một đêm. Lục Tuyết Kỳ đến thăm Tiểu Phàm, hai người cùng chịu chung mưa gió, Trương Tiểu Phàm mơ màng chưa thanh tỉnh, tưởng lầm Lục Tuyết Kỳ cùng hắn dầm mưa là ảo giác. Một lúc lâu sau Bích Dao tìm thấy Tiểu Phàm, bung dù ngồi che cho hắn, yên lặng ở bên bầu bạn.
Vì cứu Điền Linh Nhi, Trương Tiểu Phàm lộ ra bí mật tu luyện công pháp Thiên Âm Tự và pháp bảo chí tà của ma giáo Phệ Huyết Châu, Thanh Vân tiến hành thẩm vấn, Pháp Tướng lúc này nói ra chân tướng của vụ án đồ thôn năm xưa. Bị ảnh hưởng của lệ khí từ Phệ Huyết Châu mấy năm qua, Trương Tiểu Phàm lâm vào điên cuồng, tràn ngập tà khí. Lúc này con gái Quỷ Vương là Bích Dao xuất hiện, muốn mang Trương Tiểu Phàm đi, khiến chính đạo không khỏi hoài nghi, lại thêm Ma giáo đem quân quay trở lại, Đạo Huyền lo lắng Tiểu Phàm bị ma giáo sử dụng, di họa thương sinh, liền đem Tru Tiên kiếm chém về phía Tiểu Phàm. Bích Dao dùng si tình chú cứu đỡ Tru Tiên Kiếm hồn phi phách tán. Quỷ Vương đem Tiểu Phàm đi khỏi Thanh Vân Sơn, trở thành phó tông chủ của Quỷ Vương Tông. Từ đây tích cách đại biến, lạnh lùng khát máu, được tôn xưng Huyết công tử, đổi tên Quỷ Lệ.
Trương Tiểu Phàm số phận gập ghềnh, nửa đời giằng xé giữa cừu hận, ân tình, ái tình, thân tình. Hắn từ một thiếu niên bình phàm lại bị đẩy lên con đường tu tiên. Trong lúc khổ sở cực độ may mắn gia nhập Thanh Vân, thế nhưng lại vì tư chất kém mà bị sư phụ lạnh nhạt. Hắn sống chết bảo vệ bí mật cho Phổ Trí lại không ngờ được đó chính là kẻ thù của mình. Cuộc đời hắn cùng với ba người con gái Lục Tuyết Kỳ, Bích Dao và mối tình đầu Điền Linh Nhi cảm tình lần lượt biến hóa. Si mê sư tỷ lại phải giương mắt đứng nhìn người thương đi yêu kẻ khác, gặp gỡ Tuyết Kỳ nảy sinh tình cảm nhưng chưa kịp phát triển đã vội bị tách ra, cảm mến Bích Dao chưa kịp bộc bạch thì người đã ra đi. Mười năm nhuộm máu, bôn ba tìm cách cứu tỉnh Bích Dao vẫn không có kết quả. Cùng Tuyết Kỳ yêu nhau lại tương ái tương sát không thể bên nhau, khó khăn được một lần chân tình ôm ấp, lại phải đối mặt với cái chết của ân sư.
Quỷ Vương phát động Tứ Linh Huyết Trận, Hồ Kỳ Sơn sụp đổ, Bích Dao biến mất. Quỷ Lệ lâm vào tâm ma không tự thoát ra được. Được Lục Tuyết Kỳ nhiều ngày đêm ôn nhu chăm sóc, hắn chậm rãi khôi phục thần trí, thoát khỏi ma chướng, một lần nữa trở lại làm một Trương Tiểu Phàm. Thanh Vân lâm nguy, Trương Tiểu Phàm cảm nhận được Tru Tiên Kiếm triệu gọi, đi vào Huyễn Nguyệt Động Phủ, vật lộn trong những bi thương của quá khứ, hắn đột nhiên nhớ tới Tuyết Kỳ, hiểu được rằng hắn một đời này không hề cô độc, bên cạnh hắn vẫn luôn có một người. Vượt qua ảo cảnh, hiểu rõ chân tâm, Trương Tiểu Phàm trở thành chủ nhân của Tru Tiên Kiếm, đứng ra cứu lấy thương sinh.
Từ đầu câu chuyện, Trương Tiểu Phàm luôn toát ra vẻ cô độc cùng tự ti, nhưng từ nhỏ đến lớn không ngừng trưởng thành, đối mặt với nhiều chuyện bất đắc dĩ trong cuộc sống cùng mối tình trải qua bao sóng gió mới thành chính quả, đã góp phần tái hiện một bức tranh nhân sinh hoàn mỹ cảm động lòng người.
Trong Tru Tiên 2, Trương Tiểu Phàm trở về Đại Trúc Phong làm một đầu bếp bình thường, cùng Lục Tuyết Kỳ thành thân và có đứa con trai tên Trương Tiểu Đỉnh. Ngoài ra, trong Lục Tiên, một bộ truyện khác của Tiêu Đỉnh, xảy ra sau thời điểm Tru Tiên 2 đã ngàn vạn năm. Nhân vật chính Thẩm Thạch có duyên đến được một nơi cấm địa có tên gọi Đại Trúc Phong, tại nơi đó, trong một căn nhà trúc đơn sơ giản dị, có treo một bức họa vẽ hình một nam tử thật thà chất phác đang nắm tay một tiên tử áo trắng xuất trần. Hai người vai dựa vào nhau, tay nắm chặt tay nhìn về phương xa. Năm tháng đổi thay, thương hải tang điền, vẫn có những dấu ấn trường tồn mãi mãi. Trương Tiểu Đỉnh, theo lời kể của một nhân vật trong Lục Tiên, có thể là Nguyên Vấn Thiên, một người có ảnh hưởng rất lớn trong Lục Tiên và cuộc đời của Thẩm Thạch sau này...

### Lục Tuyết Kỳ
Lục Tuyết Kỳ là nhân vật nữ chính trong tiểu thuyết tiên hiệp Tru Tiên, là nữ tử đẹp nhất dưới ngòi bút của Tiêu Đỉnh. Dung nhan thanh lệ thoát tục, bạch y tha thướt, mang bên mình tiên kiếm tỏa lam sắc, tóc đen bay trong gió, một thân tiên phong hiệp cốt, trường kiếm ngạo giang hồ, được ví như Cửu Thiên Tiên Tử hạ phàm. Nàng là đệ tử được Thủy Nguyệt Đại Sư sủng ái nhất, được ban tặng Thiên Gia thần kiếm. Khí chất thoát tục, thanh lệ tựa thiên tiên, như hàn băng tuyết trắng, mạnh mẽ lại thông tuệ, không thích nhiều lời. Lục Tuyết Kỳ có tư chất cực cao, tu vi thâm hậu, là nhân tài bậc nhất trong số những đệ tử cùng lứa ở Thanh Vân Môn, phải lòng Trương Tiểu Phàm nhưng lại vì chính tà bất lưỡng lập mà đau khổ dằn vặt.
Lục Tuyết Kỳ, trong sáng như tuyết đầu mùa, thanh lệ vô song, trầm tĩnh mạnh mẽ, thấu hiểu lòng người, chí tính chí nghĩa. Nàng lần đầu tiên xuất hiện, một thân bạch y đứng yên tĩnh sau lưng sư phụ, ánh mắt lạnh lùng, không nói câu nào, chỉ cần một cái liếc mắt cũng có thể khiến cho nam chính Trương Tiểu Phàm phải đỏ mặt. Nàng chính là loại người không cần đến lời nói cũng có thể thu hút vô số ánh nhìn của người khác.
Trong Thất Mạch Võ Hội, nàng gây ấn tượng là một mỹ nhân xinh đẹp nhưng rất lạnh lùng, cao ngạo, ra tay vô tình, không chịu khuất phục. Sau này cùng Trương Tiểu Phàm hạ sơn, nàng mới dần dần bộc lộ tính cách vốn có của mình: cẩn thận, tri ân, lương thiện, và cả nét đơn thuần đáng yêu của một người con gái. Lúc đầu, người ta nghĩ rằng Lục Tuyết Kỳ là người lạnh lùng, mạnh mẽ, hiếu thắng. Nhưng thật ra đây là kiểu nhân vật lúc mới bắt đầu thì chưa thể định hình rõ ràng, phải từ từ cảm nhận, từ từ thấu hiểu, hình tượng cũng dần dần được hoàn thiện, tính cách cũng trở nên gần gũi sinh động hơn, giống như một bông tuyết trắng cuối cùng cũng hòa tan vào trong băng lạnh. Cùng với sự xoay chuyển của thời gian, sự bình tĩnh, thông minh, nhẫn nhục, kiên trì, trọng nghĩa khí, cùng với mối tình si của nàng đều dần dần được bộc lộ. Những tính cách đậm nét con người như yêu thương, đau khổ, yếu đuối, mỏng manh cũng khiến cho hình tượng của nàng càng giống với người trần mắt thịt, thẳng thắn nhưng có chừng mực, trưởng thành và thấu hiểu nhân tình thế thái.
Lục Tuyết Kỳ là kiểu người hướng nội, mặc dù không giỏi nói chuyện, nhưng là một người con gái cực kỳ thông minh, lúc tức giận, hay lúc mềm yếu, đều không hề bộc lộ ra bên ngoài. Mặc dù lời thoại không nhiều, những mỗi lần nàng xuất hiện, mỗi câu nói rất giản đơn, đều để lại ấn tượng vô cùng sâu sắc trong lòng độc giả.
Vũ khí sử dụng của nàng là Thiên Gia Thần Kiếm. Gọi tắt là Thiên Gia, là Cửu Thiên Thần Binh – bảo vật của tiên gia trong truyền thuyết, vỏ kiếm chuôi kiếm đều ánh lên sắc xanh da trời, màu sắc sáng rõ, mơ hồ có lưu quang không ngừng dao động. Bên trong ẩn chứa chính khí mang lại điềm lành, có thể hóa giải hắc khí quỷ dị khi bị Tru Tiên Kiếm phản phệ.
Theo như "Dị Bảo Thập Thiên" ghi chép, Thiên Gia xuất hiện lần đầu tiên trong tay của một tản tiên là Khô Tâm Thượng Nhân. Theo truyền thuyết, pháp bảo này là dị thiết từ cửu trùng thiên rơi xuống phàm trần, Khô Tâm Thượng Nhân ngẫu nhiên lấy được tại băng nguyên ở bắc cực, tu luyện mà thành. Trong trận chính ma đại chiến cả nghìn năm về trước, Khô Tâm Thượng Nhân dùng thần kiếm Thiên Gia chiến đấu kịch liệt ba ngày ba đêm với Hắc Tâm Lão Nhân – Đường chủ của Luyện Huyết Đường đang xưng bá ma giáo thời bấy giờ. Cuối cùng Hắc Tâm Lão Nhân trọng thương bại trận. Từ đó về sau, danh tiếng của Thiên Gia chấn động vang khắp thế gian, là tuyệt thế thần kiếm thứ duy nhất có thể khắc chế vật chí hung của Ma giáo là Phệ Huyết Châu, trở thành thần vật pháp bảo mà nhân sĩ trong giới tu chân vô cùng mong muốn.
Sau khi Khô Tâm Thượng Nhân tạ thế, pháp bảo này biến mất không rõ tung tích. Về sau rơi vào tay Chân Vu Đại Sư của Tiểu Trúc Phong, được Thủy Nguyệt truyền lại cho Lục Tuyết Kỳ.
Kiếm khí tựa cầu vông, lam quang tỏa sáng mạnh mẽ. Vốn là vật tương khắc với Phệ Hồn, lại vì tình cảm giữa chủ nhân hai bên mà cũng trở thành một đôi tiểu oan gia pháp bảo.
Nguyên văn:
"Cảm giác lạnh lẽo băng giá, một lần nữa lại tràn đầy cơ thể, không biết tại sao, hôm nay trên thanh que cời lò, dường như có linh tính đặc biệt hưng phấn, cảm giác lạnh lẽo băng giá ấy du động với tốc độ nhanh hơn hẳn mấy ngày trước. Trương Tiểu Phàm thậm chí cảm nhận được, nếu không vì cảm giác huyết nhục tương liên giữa bản thân hắn với thanh que cời lò, nếu không vì bản thân hắn đang nắm chặt thanh cời lò ấy, chỉ sợ nó đã sớm lao vào Lục Tuyết Kỳ rồi.
Không, nó không hướng về Lục Tuyết Kỳ, mà là hướng về Thiên Gia, đó là một thứ cảm giác không sao giải thích được, tựa như hai thứ đó là cừu nhân có mối thâm thù đại hận.
Lục Tuyết Kỳ giật mình choàng tỉnh, lúc ban nãy Thiên Gia vốn linh tính tương thông với nàng đột nhiên xuất hiện chuyển động lạ thường chưa từng có mấy ngày trước đây, khiến trong lòng nàng thấy kinh ngạc, liền dùng niệm lúc dò xét Thiên Gia, vẫn tịnh không thấy đều gì khác lạ, chỉ cảm giác thấy dường như là Thiên Gia hơi có một chút kích động muốn thi đấu."
Chương 29
"Lục Tuyết Kỳ dõi mắt nhìn bốn bề, cách bọn họ không xa, trên bờ đoạn nhai, Thiên Gia thần kiếm của Lục Tuyết Kỳ đang cắm sâu vào nham thạch, lưỡi kiếm trong ngời như nước mùa thu, ưỡn mình trong gió đêm. Bên cạnh Thiên Gia, Phệ Hồn của Quỷ Lệ cũng tĩnh lặng vắt ngang trên đất.
Hai pháp bảo, giờ này phút này phảng phất đều toát vẻ an tĩnh, nào ai biết được chúng đã ra sao trong quá khứ? Thanh quang thấp thoáng trên Phệ Hồn, hòa với lam quang của Thiên Gia bên cạnh, giao tương huy ánh. Đôi pháp bảo từng trải qua ngàn năm ân oán triền miên đó, lúc này, không ngờ phảng phất cũng có bộ dạng dung hợp sắc ánh phần nào. "
Trong truyện, nàng xuất hiện lần đầu tiên tại Thất Mạch Hội Võ, cũng tại nơi đây, nàng gặp được Trương Tiểu Phàm – chân mệnh của đời nàng. Trong trận bán kết Hội Võ, Trương Tiểu Phàm vì mềm lòng nên đã dừng tay, nhận hết uy lực của Thần Kiếm Ngự Lôi Chân Quyết. "Cửu Thiên Huyền Sát, Hoá Vi Thần Lôi, Hoàng Hoàng Thiên Uy, Dĩ Kiếm Dẫn Chi". Thi triển chân quyết này, phải lấy chính thân mình để dẫn, rồi dùng binh khí thần diệu sắc bén triệu dụ cửu thiên thần lôi, thiên uy thần lực, thanh thế tuyệt luân. Mặc dù có chân quyết hộ thân, nhưng thần lôi có uy thế ghê gớm, người thường hễ đụng phải là tan ngay thành tro bụi, người thi triển thuật ấy cố nhiên đã tu hành cực thâm sâu, nếu thân thể không tốt, nhất thời chỉ sợ bản thân bị sét đánh chết trước. Nhưng Trương Tiểu Phàm đã để nàng giành chiến thắng và lọt vào chung kết. Ngay từ lúc này, trong lòng Lục Tuyết Kỳ đã nảy sinh tình cảm với Trương Tiểu Phàm.
Ma giáo rục rịch, nàng cùng các đệ tử chính đạo hạ sơn, xông vào Vạn Bức Cổ Quật ở Không Tang Sơn đụng độ Ma giáo. Trong lúc huyết chiến cùng yêu nhân Ma giáo, Tiểu Phàm vì cứu Tuyết Kỳ mà bị thương rơi xuống Tử Linh Uyên, mà Tuyết Kỳ vì cứu Tiểu Phàm cũng không chần chừ nhảy xuống vực sâu vạn trượng, may mắn không chết, bên bờ Vô Tình Hải cùng nhau đối kháng âm linh. Hai tay nắm chặt tay, nhiều lần cùng trải qua sinh tử, nảy sinh cảm tình nhưng chưa kịp phát triển thì hai người bị Hắc Thủy Huyền Xà đánh lạc mất nhau.
Trên Lưu Ba Sơn, Trương Tiểu Phàm bị lệ khí của Phệ Hồn xâm nhập, ra tay với đại sư huynh Tống Đại Nhân, bị sư phụ Điền Bất Dịch phạt quỳ. Trong đêm mưa to gió lớn, Lục Tuyết Kỳ đến cùng Tiểu Phàm chịu chung mưa gió, mà Trương Tiểu Phàm tinh thần mê man, tưởng rằng Tuyết Kỳ đến cạnh mình trong đêm mưa là ảo giác, không khỏi cười khổ. Sau đó, trong lúc Trương Tiểu Phàm sắp bỏ mạng dưới tay Dã Cẩu và Lưu Hạo, thì Lục Tuyết Kỳ ngự kiếm mà đến, đánh lui kẻ địch. Nhìn thấy nụ cười hòa tan vẻ lạnh lùng của Tuyết Kỳ, Tiểu Phàm cố gắng đè nén một cảm giác kỳ lạ bất giác bùng lên trong lòng.
Trên Ngọc Thanh Điện, khi tất cả mọi người đều nghi ngờ Trương Tiểu Phàm cấu kết với Ma Giáo, Lục Tuyết Kỳ không do dự bỏ đi đôi cánh cao ngạo của mình, nguyện đem tính mạng bảo đảm cho hắn. Thế nhưng mọi chuyện luôn phát sinh một cách bất ngờ, Trương Tiểu Phàm bất đắc dĩ đầu nhập Ma Giáo, từ đây nàng tương tư khắc cốt, hàng đêm múa kiếm giải mối tương tư trên Vọng Nguyệt Đài. Mười năm đằng đẵng Lục Tuyết Kỳ ở lại Tiểu Trúc Phong tu hành khắc khổ, tu vi tiến triển cực nhanh, nàng trở thành người đầu tiên trong đám đệ tử trẻ tuổi Thanh Vân môn, đột phá được Thượng Thanh cảnh giới, sau Thanh Diệp tổ sư, là người đạt đến cảnh giới này nhanh chóng nhất từ ngàn năm trở lại đây. Đạo pháp tu hành của nàng hiện giờ, trong Thanh Vân môn, trừ các đại trưởng lão thủ tọa, chỉ sợ còn lại đều dưới tay nàng, ngay cả người luôn được xưng tụng gần đây trong đám đệ tử trẻ tuổi là Tiêu Dật Tài, cũng quá nửa là phải nhượng lại cho nàng. Thái Cực Huyền Thanh Đạo là căn bản của tất thảy những diệu pháp kỳ thuật trong Thanh Vân Môn, cũng chính là điều mà Thanh Vân Tử đã ngộ ra từ cuốn cổ thư kia hai ngàn năm về trước, trải qua quá trình tinh nghiên của các tông sư Thanh Vân Môn, cho đến nay, đã trở thành một đạo pháp vô thượng, định đoạt được cả chuyện thiên địa tạo hóa. Thái Cực Huyền Thanh Đạo gồm ba cảnh giới Ngọc Thanh, Thượng Thanh và Thái Thanh. Vào Thất Mạch Hội Võ, Lục Tuyết Kỳ đã đạt đến tầng thứ 8 của Ngọc Thanh Cảnh.
Mười năm sau, Lục Tuyết Kỳ hạ sơn đến Tử Trạch tìm kiếm dị bảo, tại đây nàng gặp lại Trương Tiểu Phàm – lúc này đã là Huyết Công Tử Quỷ Lệ của Ma Giáo. Trong Tử Trạch, nàng cùng Trương Tiểu Phàm giằng co nhưng cuối cùng vẫn không hề động thủ. Lục Tuyết Kỳ gọi Quỷ Lệ trở về, Quỷ Lệ cảm thấy mình như được trở lại là Trương Tiểu Phàm ngày xưa nhưng vẫn trốn tránh không đáp.
Lần nữa gặp lại Quỷ Lệ tại Thiên Đế Bảo Khố, Lục Tuyết Kỳ ngăn cản hắn đoạt đi dị bảo vì sợ hắn dùng nó để giết hại người vô tội. Thế nhưng tại thời điểm Tuyết Kỳ đối diện với cái chết, nội tâm Quỷ Lệ lại giãy dụa, gào thét, dù mất đi toàn bộ thế gian cũng không thể để mất Lục Tuyết Kỳ. Hắn liều chết cứu nàng, mười năm cách biệt, chính ma không chung đường, cảnh còn người mất nhưng tấm lòng vẫn không thay đổi. Ở trong Bảo Khố, Lục Tuyết Kỳ có cơ hội xem được quyển Thiên Thư thứ ba, từ đó tu vi càng tiến bộ hơn.
Trên đường đi đến Nam Cương, Lục Tuyết Kỳ gặp lại Quỷ Lệ và thổ lộ tâm ý của mình, sau đó lập tức dùng kiếm chém một vết sâu ngăn cách hai người. Nàng múa cho hắn xem một đoạn kiếm thể hiện sự đau khổ trong lòng nàng lại không cho phép hắn bước qua ranh giới. Tại tộc người Miêu, Quỷ Lệ thần trí bị lệ khí che khuất ra tay giết người, Lục Tuyết Kỳ đau đớn đánh trọng thương hắn, đến lúc sinh tử thì nàng lại không ra tay được nữa mặc cho Quỷ Lệ đánh về phía mình. Thế nhưng, tại thời khắc mấu chốt Quỷ Lệ kịp thời thanh tỉnh thu tay lại và bị Lý Tuân đánh trọng thương.
Trở lại Thanh Vân, Lý Tuân đến cầu hôn, trên Ngọc Thanh Điện nàng cương quyết từ chối, bị sư phụ phạt sám hối. Lúc này, cách đó ngàn dặm, Quỷ Lệ lồng ngực nhói đau, chạy đến Tiểu Trúc Phong nhìn thấy Lục Tuyết Kỳ ở Vọng Nguyệt Đài, không kiềm lòng được muốn nàng cùng hắn lưu lạc chân trời góc bể, nhưng Tuyết Kỳ lại nhắc đến Bích Dao chưa tỉnh.
Tại Trấn Ma Cổ Động, Lục Tuyết Kỳ và Quỷ Lệ nắm tay cùng sánh vai nhau đối mặt với Thú Thần. Trước uy lực của Bát Hoang Hỏa Long, Tuyết Kỳ liều chết che chắn cho Quỷ Lệ. Quỷ Lệ cuối cùng đã hiểu được thì ra Tuyết Kỳ vẫn như ngày xưa, sẽ vì cứu mình mà bất chấp tất cả. Quỷ Lệ nắm tay Lục Tuyết Kỳ, kéo nàng ra sau che chắn cho nàng. Hai người được pháp bảo Huyền Hỏa Giảm cứu thoát khỏi kiếp nạn. Trên một vách núi của Thập Vạn Đại Sơn, Lục Tuyết Kỳ và Quỷ Lệ thâm tình ôm nhau, không quản ngày mai.
Sau khi trở lại Thanh Vân, Lục Tuyết Kỳ được ân sư Thủy Nguyệt nói cho một bí mật kinh người, xuống núi tìm tung tích Đạo Huyền và Điền Bất Dịch. Ở nghĩa trang, Điền Bất Dịch sau khi được nàng tìm thấy đã thay Tiểu Phàm cầu hôn nàng. Quỷ Lệ chạy đến bị Điền Bất Dịch ma tính nổi lên dùng kiếm chém tới, Tuyết Kỳ vì cứu Quỷ Lệ bất đắc dĩ chém Điền Bất Dịch một kiếm chí mạng. Quỷ Lệ vô cùng bi thương vì cái chết của sư phụ, lạnh nhạt với Tuyết Kỳ, thế nhưng trước mặt Tô Như vẫn cố gắng giải thích cho nàng, Tô Như nói cho Quỷ Lệ biết chân tướng bí mật, lý giải sự bất đắc dĩ của Tuyết Kỳ, sau đó tự vẫn theo chồng. Dù thế, khoảng cách giữa Quỷ Lệ và Lục Tuyết Kỳ vẫn ngày một xa.
Đại chiến bùng nổ, Quỷ Vương huyết luyện thành công bước lên đỉnh Thanh Vân. Tuyết Kỳ giúp Quỷ Lệ thoát khỏi tâm ma, một lần nữa trở lại làm Trương Tiểu Phàm. Nhưng Thanh Vân lâm nguy, Tuyết Kỳ nén bi thương rời khỏi Tiểu Phàm, trở lại cùng đồng môn sư trưởng đối mặt Quỷ Vương. Thủy Nguyệt thấy chính đạo thất thủ, muốn Tuyết Kỳ rời khỏi Thanh Vân, nhưng nàng lưu lại quyết tử bảo vệ. Mà Trương Tiểu Phàm ở tại Huyễn Nguyệt Động Phủ thần trí mơ hồ, chìm trong bi thương thấy được rất nhiều người mà hắn ghi nhớ trong lòng, lại nhờ nhớ đến Lục Tuyết Kỳ mà thoát được, lấy được Tru Tiên Kiếm tru diệt Quỷ Vương.
Độ hết nạn kiếm, cởi bỏ khổ đau, Tiểu Phàm Tuyết Kỳ nhiều lần trải qua sinh tử, yêu nhau đậm sâu, tâm linh tương thông, si tâm bất hối. Lục Tuyết Kỳ đứng giữa sư môn và người yêu không ngừng đấu tranh, dù khổ đau vẫn không quên mất tâm nguyện ban đầu, nhận được sự thấu hiểu của ân sư. Cuối cùng sau đại chiến, gặp lại Trương Tiểu Phàm dưới chân núi, trong mắt hiện ra thân ảnh của đối phương, hai người cùng cười, từ nay mọi đau thương chỉ còn là quá khứ.
Trong phần phiên ngoại cuối truyện, Trương Tiểu Phàm theo Lục Tuyết Kỳ trở về Thanh Vân Sơn, hai người cùng nhau tác hợp thúc đẩy mối hôn sự giữa sư huynh Tống Đại Nhân và sư tỷ Văn Mẫn. Vượt qua mọi mưa gió, giờ đây cả hai đều thường xuyên nở nụ cười hạnh phúc trên môi, Lục Tuyết Kỳ cũng thể hiện ra một mặt tính cách đáng yêu mà trước nay chưa từng để lộ. Kết thúc đại hôn của 2 vị trưởng huynh trưởng tỷ, Trương Tiểu Phàm cầu hôn Lục Tuyết Kỳ, hai người mỉm cười nắm tay nhau, vĩnh viễn sánh cùng thiên địa.
Trong tác phẩm Tru Tiên 2, tác giả có nhắc đến Lục Tuyết Kỳ và Trương Tiểu Phàm, lúc này hai người đã kết hôn và sinh được một cậu con trai tên là Trương Tiểu Đỉnh, và là một trong các sư trưởng của Thanh Vân lúc bấy giờ.

### Bích Dao
Bích Dao là nhân vật nữ thứ của tiểu thuyết Tru Tiên. Nàng được miêu tả là một thiếu nữ tuyệt sắc, dung mạo kinh nhân và vẻ đẹp không thua kém Lục Tuyết Kỳ bao nhiêu, tính tình lại phóng khoáng, hoạt bát, lanh lợi. Nàng được xem là Lục Y Nữ Tử vì luôn mang trên mình y phục xanh lục. Là con gái duy nhất của Quỷ Vương - một trong tứ đại tông phái trong Ma giáo nên từ chỏ đá rất được nuôi chiều và kính trọng. Bích Dao được Quỷ Vương hết mực thương yêu và đích thân làm ra pháp bảo Thương Tâm Kỳ Hoa cho riêng nàng. Tuy nhiên vì ký ức đau thương lúc nhỏ nên Bích Dao luôn cảm thấy có lỗi với mẹ và không nhận ra sự yêu thương của cha mình.
Bích Dao gặp Trương Tiểu Phàm tại quán trọ lần đầu khi rời Hồ Kỳ Sơn. Dưới ánh trăng tại Sơn Hải Uyển, nàng bẻ gãy bông hoa mà Tiểu Phàm đang ngắm nhìn khiến Tiểu Phàm rất tức giận, nhưng do thiếu kinh nghiệm ứng phó với nữ giới, sau một hồi cãi vã, Trương Tiểu Phàm cũng chỉ đành bất lực bỏ đi. Rời quán trọ đến Tử Linh Uyên, nàng nhận lệnh cha mình tìm kiếm Tích Huyết Động (Thánh đường của Luyện Huyết Đường trước kia) nhằm mục đích tìm kiếm kỳ thư của Thánh giáo. Khi ở Tử Linh Uyên, nàng dùng Thương Tâm Hoa đánh lén Trương Tiểu Phàm nhưng thất bại, rồi không may gặp phải ma thú Hắc Thủy Huyền Xà tại Vô Tình Hải. Sau khi bị Hắc Thủy Huyền Xà tấn công, nàng lạc mất U Cơ và đệ tử ma giáo đi cùng nhưng cứu được Trương Tiểu Phàm và cùng hắn bị nhốt vào một động nhỏ không lối thoát, không ngờ động này lại dẫn đến Tích Huyết Động.
Bích Dao và Trương Tiểu Phàm bị nhốt tại Tích Huyết Động không có lối thoát, nhưng nhờ vốn hiểu biết về ma giáo, Bích Dao đã mở thông được các bí đạo, tìm thấy được Thiên Thư quyển thứ nhất và pháp bảo Hợp Hoan Linh. Trải qua những ngày tháng trong Tích Huyết Động, cả hai đều nếm trải đói khát, tuyệt vọng, và cả những trận đau ập đến. Bích Dao và Tiểu Phàm cùng chăm sóc cho nhau và cũng nhờ Tiểu Phàm mà Bích Dao đã gỡ được nút thắt trong lòng với cha mình. Tiểu Phàm dần xem Bích Dao như một người bạn thật sự còn Bích Dao thì bắt đầu nảy sinh tình cảm với Tiểu Phàm. Trong lúc cả hai tuyệt vọng nhất, Bích Dao đã mở được bí lộ cuối cùng, cùng Tiểu Phàm thoát khỏi nơi này.
Trải qua sinh tử nơi Tích Huyết Động, nàng tiếp tục bám theo Trương Tiểu Phàm đến Tiểu Trì Trấn. Nơi đây, nàng cùng Tiểu Phàm và Thạch Đầu diệt Tam Vỹ yêu hồ trừ hại cho dân làng. Sau khi diệt được hồ ly, ba người chia tay nhau.
Qua Tiểu Trì Trấn, Bích Dao tiếp tục lén theo Tiểu Phàm đến Lưu Ba Sơn. Đêm mưa gió vần vũ, Tiểu Phàm bị trách phạt quỳ dưới mưa, Bích Dao đã không màng nguy hiểm, đến bên cạnh che mưa cho hắn suốt cả đêm. Tiểu Phàm dù lo lắng nhưng trong lòng lại hết sức cảm động, đồng thời cũng lo sợ nếu bị bắt gặp thì khó mà giải thích với sư môn.
Bích Dao và Tiểu Phàm dù ở hai môn phái đối địch nhau nhưng vì đã yêu Tiểu Phàm từ lúc cùng chung hoạn nạn ở Tích Huyết Động, nàng vẫn không ngừng đi theo thuyết phục Tiểu Phàm gia nhập ma giáo với mình, tuy nhiên vì tình cảm dành cho Thanh Vân Môn, Tiểu Phàm nhất mực từ chối. Về sau, khi Tiểu Phàm thi triển Đại Phạm Ban Nhược để cứu sư tỷ Điền Linh Nhi, Tiểu Phàm đã bị Thanh Vân Môn tra hỏi khi học lén chân quyết của môn phái khác. Trước ngày xét xử, Bích Dao đã đến gặp Tiểu Phàm tại rừng trúc ở Đại Trúc Phong. Nàng thổ lộ tâm ý, muốn Tiểu Phàm cùng đi với nàng tới chân trời góc bể. Tiểu Phàm cảm động vì người con gái dành tình cảm cho mình nhưng hắn nhất quyết không muốn rời khỏi Thanh Vân Môn vì nơi đây là gia đình của hắn, hơn nữa hắn cũng chỉ xem Bích Dao như một người bạn.
Tại Ngọc Thanh Điện ngày hôm sau đó, Tiểu Phàm nhận ra chân tướng sự thật về Phổ Trí và nhất thời nhập ma mất đi lý trí, đúng lúc Pháp Tương đang ra tay cứu Tiểu Phàm khỏi bị nhập ma thì Bích Dao xuất hiện ngăn cản và dẫn Tiểu Phàm đi, khiến Tiểu Phàm bị mọi người hiểu lầm là cấu kết ma giáo. Tiểu Phàm lúc này đã mất đi thần trí, lại đang mất niềm tin vào chính phái nên đã nắm lấy tay nàng bước đi. Việc Bích Dao quay lại khiến Ma giáo lần nữa lại đánh vào Ngọc Thanh Điện, Đạo Huyền Chân Nhân đã dùng Tru Tiên kiếm trận diệt Ma giáo và tru sát Trương Tiểu Phàm lúc đó đang nhập ma tàn hại đồng môn. Bích Dao đã dùng Si Tình Chú để chống lại Tru Tiên kiếm. Tiểu Phàm đau đớn cực độ, bất lực nhìn nàng rơi xuống. Sau khi dùng lệ chú, tam hồn thất phách của Bích Dao theo đó mãi mãi tiêu tan, nhờ có Hợp Hoan Linh mà hồn phách cuối cùng của Bích Dao được giữ lại và thân thể không bị hủy đi. Nàng được đưa về Hồ Kỳ Sơn nằm trên Hàn Băng Thạch Thất. Trương Tiểu Phàm cũng bị Quỷ Vương đưa về Quỷ Vương Tông trong lúc ngất xỉu.
Không còn đường để đi, hơn nữa vì mắc nợ ơn cứu mạng của Bích Dao, Tiểu Phàm bất đắc dĩ phải gia nhập Quỷ Vương Tông, trở thành tay sai đắc lực cho Quỷ Vương, sống trong gió tanh mưa máu, đồng thời vẫn không ngừng tìm kiếm cách để khôi phục hồn phách cho Bích Dao trong suốt 10 năm.
Đến cuối cùng, Quỷ Vương vì dã tâm của mình phát động Tứ Linh Huyết Trận khiến Hồ Kỳ Sơn sụp đổ, thân thể Bích Dao cũng biến mất.

### Điền Bất Dịch
Điền Bất Dịch là thủ tọa của Đại Trúc Phong - một trong thất mạch của Thanh Vân Môn và là chi phái ít người nhất.
Ông là người có đạo hạnh vô cùng cao thâm của Thanh Vân Môn chỉ sau 3 người là: Đạo Huyền Chân Nhân; Vạn Kiếm Nhất và Thương Tùng Đạo Nhân.
Trong tác phẩm Tru Tiên, Điền Bất Dịch được miêu tả là một người béo, lùn và rất tham ăn. Ông vô cùng thích ăn món ăn của Trương Tiểu Phàm (Quỷ Lệ) - nhân vật chính trong truyện.
Ông cũng là tính tình nóng nảy, trọng danh dự, trọng chữ tín, luôn tốt với Trương Tiểu Phàm nhưng lại tỏ ra vẻ ghét bỏ với tên đệ tử ngu ngốc của mình.
Kết cục, vì bị Đạo Huyền trong trạng thái nhập ma mất trí dùng tà thuật khống chế thể xác nên Lục Tuyết Kỳ bất đắc dĩ phải giết ông để bảo vệ Quỷ Lệ. Trước khi chết ông khuyên Quỷ Lệ đừng nên hận Tuyết Kỳ. Sau này, Tô Như cũng tự tử theo chồng. Cái chết của ông tạo khoảng cách giữa Quỷ Lệ và Tuyết Kỳ.

### Tô Như
Tô Như là vợ của Điền Bất Dịch, mẫu thân của Điền Linh Nhi, sư nương của Trương Tiểu Phàm, sư thúc của Lục Tuyết Kỳ. Bà là một trong thập bát đại đệ tử của Thanh Vân Môn cùng với Thủy Nguyệt, Điền Bất Dịch, Vạn Kiếm Nhất,... Trước khi kết hôn là một trong thất đại đệ tử của Tiểu Trúc Phong, cùng Thủy Nguyệt Đại Sư giao tình thâm hậu, tình như thủ túc.
Pháp bảo: Hổ Phách Chu Lăng và Mặc Tuyết. Sau khi kết hôn với Điền Bất Dịch thì phong ấn Mặc Tuyết, còn Hổ Phách Chu Lăng truyền lại cho con gái Điền Linh Nhi.
Trong Tru Tiên, Tô Như đã hơn 300 tuổi, là một người phụ nữ tao nhã, ôn nhu, cẩn trọng, chín chắn. Bà là người thông thấu nhiều sự việc trên đời, hiểu rõ nhiều đạo lý, có thể hóa giải sự buồn lo của chồng, cũng có thể hiểu được nỗi đau khổ của Tiểu Phàm.
Chồng bà là Điền Bất Dịch đối với tư chất của đệ tử luôn có thái độ bất mãn, dù sĩ diện nhưng lại lười quản giáo đệ tử, bình thường chỉ truyền thụ đạo thuật xong mặc cho đệ tử tự tu tập. Đệ tử Đại Trúc Phong chiến bại ở kỳ "Thất Mạch Hội Võ" trước đó, trở thành trò cười của Thanh Vân Môn. Tô Như nuốt không trôi chuyện này, thường xuyên thay chồng ra tay "dạy bảo" đệ tử, không cẩn thận đem cả đám đệ tử này đánh đến chạy trối chết, mình đầy thương tích, thế nên mọi người sợ vị sư nương mỹ mạo này hơn vị sư phụ kia rất nhiều.
Sau này Điền Bất Dịch chết, bà tự tử theo chồng, trước khi chết hóa giải hiểu lầm giữa Trương Tiểu Phàm và Lục Tuyết Kỳ.

### Thủy Nguyệt Đại Sư
Thủy Nguyệt là thủ tọa của Thanh Vân Sơn Tiểu Trúc Phong, ân sư của Lục Tuyết Kỳ, trước là một trong thập bát đại đệ tử của Thanh Vân Môn.
Dung mạo chỉ trên dưới ba mươi, xấp xỉ Tô Như, mặt trái xoan, mày nhỏ mũi thanh, đôi mắt hạnh long lanh có thần, mình khoác tấm đạo bào xanh lơ, phong tư tha thướt. Bà tính tình lạnh lùng, không thích nói đùa. Trên thực tế hết sức quan tâm và thấu hiểu tâm tư của đồ đệ.
Ngoài mặt, bà đối với việc Tô Như gả cho Điền Bất Dịch hết sức bất mãn, dẫn đến không vừa mắt tất cả đệ tử Đại Trúc Phong. Nhưng kỳ thực, lại từng nói Tô Như "có thể ở cùng Điền Bất Dịch là phúc khí của muội ấy". Bà cũng nguyện ý thành toàn cho việc hôn sự của hai đồ đệ của mình là Văn Mẫn và Lục Tuyết Kỳ cùng với hai đệ tử Đại Trúc Phong là Tống Đại Nhân và Trương Tiểu Phàm.
Lúc còn trẻ, bà từng thầm yêu sư huynh Vạn Kiếm Nhất, nhưng Vạn Kiếm Nhất lại hướng về Tô Như, cuối cùng không có kết quả.
Đại kết cục, chính ma đại chiến, bà vì cứu Lục Tuyết Kỳ mà chết.

### Đạo Huyền Chân Nhân
Đạo Huyền, được người đời tôn xưng là Đạo Huyền Chân Nhân, là chưởng môn của Thanh Vân Môn - đại phái đứng đầu chính đạo, đồng thời cũng là thủ tọa của chi trưởng Thông Thiên Phong. Đạo pháp tinh thâm, sâu không lường được.
Đạo Huyền vì sư môn, vì thiên hạ thương sinh, không tiếc thân mình mạo hiểm sử dụng Tru Tiên kiếm trận. Một lần trong trận Chính Ma đại chiến, một lần trong đại họa Thú Thần.
Trong trận chiến với Thú Thần, vì cố gắng sử dụng Tru Tiên Kiếm, miễn cưỡng giải khai Thiên Ấn, bị kiếm linh chứa đầy lệ khí của Tru Tiên Kiếm phản phệ. Sau cùng, ông bị kiếm linh thâm nhập tâm trí, bất hạnh nhập ma, đến nỗi sát hại Điền Bất Dịch.
Đại kết cục, tại Huyễn Nguyệt Động Phủ, được sư đệ Vạn Kiếm Nhất điểm hóa, đại triệt đại ngộ, buông xuống chấp niệm, an giấc ngàn thu.

### Vạn Kiếm Nhất
Vạn Kiếm Nhất là một nhân vật bí ẩn, không rõ lai lịch, chỉ biết là một trong hai để tử xuất sắc nhất của Thanh vân môn lúc đương thời. Ông là một trong thập bát đại đệ tử của Thanh Vân Môn thế hệ trước, thuộc Thông Thiên Phong, là sư đệ của chưởng môn Đạo Huyền chân nhân, cũng chính là nhị sư huynh của Điền Bất Dịch, Tô Như, Thủy Nguyệt Đại Sư, Thương Tùng đạo nhân,...
Năm xưa Vạn Kiếm Nhất đã ra sức giúp đỡ các sư đệ đồng môn có tư chất tiến bộ rất mau khiến trong lòng họ có sự cảm phục không thôi. Một trăm năm trước thời của Trương Tiểu Phàm ông đại triển thần công dẫn bốn sư huynh đệ đột phá Man Hoang Thánh Điện của Ma giáo tung hoành ngang dọc thành huyền thoại, trở thành huyền thoại của Thanh Vân Môn, cùng với Đạo Huyền xưng danh "Thanh Vân Song Kiêu". Thời trẻ Vạn Kiếm Nhất từng được đệ tử Tiểu Trúc Phong Thủy Nguyệt lẫn ma giáo thánh sứ U Cơ ái mộ, nhưng ông lại phải lòng sư muội Tô Như. Sau này biết chuyện giữa Tô Như và Điền Bất Dịch, tuy rằng thương tâm nhưng vẫn chúc phúc hai người.
Nghe đâu ông lại kết bạn với hai nhân vật thần bí khác có lẽ đó là Phổ Trí đại sư của Thiên Âm tự và người kia không ai xa lạ chính là Quỷ tiên sinh ẩn thân tại Quỷ vương tông. Cuối cùng do sư phụ của Đạo Huyền Chân Nhân và Vạn Kiếm Nhất sau khi dùng Tru Tiên Cổ Kiếm thi triển Tru Tiên Kiếm Trận đẩy lùi Ma giáo bị lệ khí của thanh thần kiếm trứ danh này ảnh hưởng hóa điên. Trong một đêm Điền Bất Dịch hẹn hò Tô Như đã chứng kiến cảnh sư bá hóa điên còn Đạo Huyền và Vạn Kiếm Nhất - 2 đệ tử xuất sắc hết sức quỳ lạy van xin sư phụ mau hồi tỉnh, cuối cùng Đạo Huyền dùng hết công lực khóa 2 tay sư phụ để Vạn Kiếm Nhất thực hiện nghi thức "Thí Sư" tránh sư phụ hóa điên gây họa nhân gian với Tru Tiên Thần Kiếm. Chính vì việc này mà Vạn Kiếm Nhất đứng ra nhận hết tội trạng bị phạt tội chết nhưng lại được đại sư huynh là Đạo Huyền chân nhân âm thầm cứu thoát được và trở thành một người vô danh quét dọn nhà thờ tổ.
Sau đó trong trận chiến với Ma giáo ông đã thi triển thần công tiêu diệt bọn thích khách đã truy đuổi Lâm Kinh Vũ, sau đó vì yêu thích tài năng của Lâm Kinh Vũ nên đã yêu cầu Đạo Huyền cho cậu ta được ở lại với mình. Ông đã truyền thụ sở học đời mình cho Lâm Kinh Vũ. Trong trận chiến của chính đạo với Thú Thần, Trương Tiểu Phàm hay còn gọi là Quỷ Lệ đã tìm cách đột nhập Huyễn Nguyệt động phủ, bị ông phát hiện và đã đánh nhau một trận long trời. Tuy chiếm được thượng phong nhưng cuối cùng lại bị Quỷ tiên sinh ám toán, bị trúng chiêu của Quỷ Lệ mà chết. Được đặt một linh vị không tên trong nhà thờ tổ.
Sau khi Đạo Huyền chân nhân phát cuồng đã đến nhà tổ và Lâm Kinh Vũ nhìn thấy sau khi ông đi thì trên linh vị vô danh được khắc ba chữ Vạn Kiếm Nhất.

## Sơ lược các tuyến nhân vật phụ

### Thanh Vân Môn
Có lịch sử rất lâu đời, từ khi sáng lập đến giờ đã hai ngàn năm có lẻ, đứng đầu trong hai phái chính tà hiện nay. Nghe nói tổ sư khai phái vốn là một thầy tướng trong giang hồ, nửa đời thất vọng, buồn bực bất đắc chí. Năm 49 tuổi, ngao du khắp nơi, trên đường đi qua núi Thanh Vân, vừa nhìn đã nhận ra nơi đây có vẻ thiêng liêng kỳ tú, tụ được linh khí của trời đất, là một nơi tốt đẹp vào bậc nhất. Lập tức đăng sơn, ăn gió nằm sương, tu chân luyện đạo, chưa được bao lâu, lại tìm đuợc một quyển sách cổ không tựa đề trong một hang sâu bí mật, trên đó ghi chép những thuật pháp môn kỳ ảo, thâm thuý cao xa, mà lại diệu dụng vô cùng, uy lực cực lớn. Thầy tướng nọ được mối kỳ ngộ này, dốc lòng tu tập. Thấm thoắt hai mươi năm, có chút tựu thành, bèn xuất núi. Trải qua mấy trận mưa gió giang hồ, tuy không thể độc bá thiên hạ, nhưng cũng trở thành người hùng một phương. Bèn ở trên núi Thanh Vân, khai tông lập phái, đặt tên "Thanh Vân". Vì nội dung trong quyển sách không có tựa đề kia rất gần với đạo gia, nên ông ta bèn phục trang đạo nhân, tự xưng hiệu Thanh Vân Tử, đệ tử đời sau tôn xưng là Thanh Vân Chân Nhân. Thanh Vân Tử thọ 167 tuổi, sinh thời thu nạp mười đệ tử, lúc lâm chung có dặn rằng: "Ta nửa đời đã học đến tận cùng về tướng thuật, tinh yếu nhất chính là tướng phong thủy. Núi Thanh Vân này là linh địa hiếm có trong nhân gian, phái Thanh Vân ta giữ ngọn núi này, về sau nhất định sẽ hưng thịnh, các ngươi quyết không thể bỏ được. Nhớ lấy, nhớ lấy!" Lúc ấy mười đệ tử đều gật đầu, tin tưởng chắc chắn rồi, Thanh Vân Tử mới nhắm mắt tắt nghỉ. Không ngờ trong vòng một trăm năm sau đó, chẳng biết là có phải ý trời ghẹo người, hoặc căn bản là Thanh Vân Tử tướng thuật không tinh, Thanh Vân Môn không chỉ không phát triển, mà mỗi ngày một suy vi. Trong mười đệ tử, có hai người chết sớm, bốn người bỏ mạng trong những cuộc huyết sát giang hồ, một người tàn phế, một người mất tích, chỉ truyền lại hai chi phái. Trải qua năm mươi năm, trong vòng một trăm dặm quanh núi Thanh Sơn đã xảy ra những thiên tai địa chấn chưa từng có, ngập lụt khủng khiếp, đất rung núi chuyển, tử thương vô số, lại dứt tuyệt đi một chi phái. Mà còn lại mỗi một người, nhưng tư chất có hạn, bản lĩnh thấp kém, vốn chẳng thể khôi phục được phong quang năm xưa của Thanh Vân Tử, lại còn vì duyên cớ quyển sách cổ kia, kích động kẻ thù bên ngoài đến tranh đoạt, mấy phen huyết chiến, nếu không phải là nhờ mấy pháp bảo lợi hại mà Thanh Vân Tử để lại, thì e rằng Thanh Vân Môn đã bị người ta diệt tận rồi. Tình cảnh này kéo dài đúng bốn trăm năm, Thanh Vân Môn không hề khởi sắc, hầu như có thể dùng từ "ngắc ngoải" để hình dung. Đến phút cuối, thậm chí còn bị người bắt nạt đến tận cửa nhà, trong bảy ngọn núi cao của Thanh Vân, ngoài ngọn chính Thông Thiên Phong, sáu ngọn còn lại đều bị ngoại địch chiếm hết, trong đám ngoại địch đó còn có cường đạo hãn phỉ, lấy làm cứ điểm, cướp bóc bốn phương, hoành hành ngang ngược. Những người không rõ nội tình phần lớn đều hiểu nhầm, cho rằng Thanh Vân Môn đã sa sút mất rồi, mặc dù đệ tử Thanh Vân giải thích rất nhiều, rằng cũng có lòng giết địch, hiềm nỗi lực bất tòng tâm, thật đáng thương. Đến nay nghĩ lại, lúc ấy quả thực là quãng thời gian cay đắng nhất của cả phái Thanh Vân. Mãi cho đến thời điểm một nghìn ba trăm năm trước, tình hình mới có thay đổi. Có lẽ là tướng thuật của Thanh Vân Tử rốt cục cũng hiển linh, hoặc là trời già mệt rồi, không muốn trêu cợt Thanh Vân Môn nữa, đến lúc ấy, trong đám truyền nhân đời thứ mười một của Thanh Vân Môn, lại xuất hiện một nhân vật tuyệt luân, kinh thế hãi tục đứng lên dẫn dắt - Thanh Diệp Đạo Nhân.
Thanh Diệp đạo nhân: Thanh Diệp tục gia họ Diệp, vốn là một thư sinh nghèo khổ, thiên tư đĩnh ngộ hơn người, nhưng ứng thí rất nhiều lần mà không trúng, sau này cơ duyên xảo hợp, được Vô Phương Tử chưởng môn đời thứ mười của Thanh Vân Môn thu làm đệ tử, lúc ấy tuổi mới 22. Sau khi Thanh Diệp nhập môn, chỉ qua một năm đã lĩnh hội quán thông hết thảy những kiếm thuật pháp đạo do Vô Phương Tử truyền cho, độc chiếm hàng đầu trong đám đệ tử. Lại qua một năm, đến Vô Phương Tử cũng chỉ có thể dựa vào sự tu hành thâm hậu mới cố gắng đánh được ngang tay với y. Vô Phương Tử vừa ngạc nhiên vừa vui mừng, quyết định lấy quyển sách cổ mà tổ sư truyền lại đem cho Thanh Diệp tự tham tường tu tập. Thanh Diệp bèn bế quan ở Huyễn Nguyệt Động đằng sau ngọn Thông Thiên Phong, lần bế quan này kéo dài mười ba năm. Nghe nói lúc y phá cửa thoát ra, là vào một đêm trăng tròn. Đêm ấy trăng lạnh treo cao, cả ngọn Thông Thiên Phong núi Thanh Vân sáng rực như ban ngày. Thốt nhiên cuồng phong ập tới, đằng sau núi lại có tiếng hú ngân dài, vang động đến trăm dặm, ai nghe thấy không khỏi biến sắc. Sau, có ánh sáng tốt lành tím nhạt dâng lên ngập trời, một tiếng động cực lớn, Huyễn Nguyệt Động phủ rộng rãi sáng tỏ, Thanh Diệp râu tóc bạc hết, mặt điểm nụ cười, thân mình có thanh quang, chậm rãi bước ra, mọi người kinh ngạc, tưởng đã thành tiên. Sau đó, Thanh Diệp chính thức xuất gia, lấy họ Diệp của mình, thêm vào chữ Thanh trong Thanh Vân, lấy tên là Thanh Diệp. Thanh Diệp Chân Nhân thọ đến 550 tuổi, cả đời thu nạp đồ đệ rất nghiêm khắc, chỉ truyền thụ cho có bảy người, chia bảy ngọn núi cho họ, lệnh cho thất chi phái cùng nhau truyền hương hoả. Trong đó trưởng môn ngụ ở ngọn chính Thông Thiên Phong, là chi phái trọng tâm.
Thanh Vân thất mạch:
Thông Thiên Phong: chi mạch chính,thủ tọa Đạo Huyền chân nhân đồng thời là chưởng môn Thanh Vân môn. Đệ tử nổi bật: Tiêu Dật Tài, cơ mưu trí tuệ, đạo hạnh đứng đầu trong lớp trẻ Thanh Vân môn, tiềm năng trở thành chưởng môn kế vị Đạo Huyền.
Long Thủ Phong: thủ tọa Thương Tùng đạo nhân, chấp chưởng hình pháp, vô cùng nghiêm khắc, sau do oán hận Đạo Huyền do hiểu lầm Đạo Huyền tru sát Vạn Kiếm Nhất, ân nhân của mình, mà cấu kết ma giáo, phản bội sư môn. Đệ tử nổi bật: Tề Hạo (kế nhiệm Thương Tùng thành thủ tọa Long Thủ phong sau khi Thương Tùng phản môn), Lâm Kinh Vũ.
Đại Trúc Phong: thủ tọa Điền Bất Dịch, thân hình to béo nhưng đạo hạnh phi phàm, cùng phu nhân là Tô Như kết duyên đã hơn trăm năm, sinh hạ con gái Điền Linh Nhi. Điền Bất Dịch ngoài lạnh trong nóng, tính tình sĩ diện nhưng yêu thương đồ đệ. Đại Trúc phong là chi mạch có ít đệ tử nhất, ngộ tính cũng không cao, bao gồm bảy đệ tử Tống Đại Nhân (đại sư huynh sử dụng tiên kiếm Thập Hổ, đạo hạnh cao nhất trong đám đệ tử, tốt bụng chân thành, rất thương Tiểu Phàm, sau này kết hôn cùng Văn Mẫn của Tiểu Trúc Phong), Ngô Đại Nghĩa, Trịnh Đại Lễ, Hà Đại Trí, Lữ Đại Tín, Đỗ Tất Thư (ban đầu ban tên Đỗ Đại Thư nhưng chữ "thư" đọc giống chữ "thúc" nên bị Tô Như đổi tên. "Đỗ Tất Thư" đồng âm với "đổ tất thua" [đánh bạc, cá cược ắt sẽ thua], có ý nhắc nhở hắn) và Trương Tiểu Phàm. Trên núi có con chó Đại Hoàng sống đã trăm năm, rất có linh tính. Sau này, có thêm Tam Nhãn Linh Hầu Tiểu Hôi của Tiểu Phàm bầu bạn với nó.
Tiểu Trúc Phong: thủ tọa Thủy Nguyệt đại sư là một người xinh đẹp lãnh đạm, cao ngạo ít nói. Thời trẻ bà từng thầm yêu Vạn Nhất Kiếm nhưng ông lại yêu Tô Như nên chuyện tình không thành, bà cũng ghét bỏ Điền Bất Dịch vì đưa Tô Như đi. Nhưng bà cũng là người chí tình chí nghĩa, hiểu cho tình cảm giữa Tống Đại Nhân và Văn Mẫn, thậm chí, đến lúc sinh tử cận kề, bà đã khuyên Lục Tuyết Kỳ rời bỏ chiến trường để đi tìm Tiểu Phàm. Sau này, bà hy sinh trong đại chiến chính - ma, Tuyết Kỳ tiếp nhận chức vị thủ tọa Tiểu Trúc Phong.
Phong Hồi Phong: thủ tọa Tăng Thúc Thường, có quan hệ khá tốt với Điền Bất Dịch. Ông là cha của Tăng Thư Thư, kỳ tài của Phong Hồi phong. Tăng Thư Thư hoạt bát, náo nhiệt, tò mò, thích tìm tòi, đạo hạnh cao nhưng lại chỉ quan tâm tới những chuyện "linh tinh". Tăng Thư Thư rất yêu thích Tiểu Hôi, còn từng dùng xuân cung đồ để dụ dỗ Tiểu Phàm đổi Tiểu Hôi cho mình. Hắn cũng là một trong số ít bằng hữu thân thiết, rất yêu quý Trương Tiểu Phàm.
Triêu Dương Phong: thủ tọa Thương Chính Lương. Không may qua đời trong đại chiến chính - ma ở Thanh Vân sơn.
Lạc Hà Phong: thủ tọa Thiên Vân đạo nhân. Không may qua đời trong đại chiến chính - ma ở Thanh Vân sơn

### Thiên Âm tự:
Trụ trì Phổ Hoàng đại sư, bị ám toán trọng thương trong đại chiến chính - ma ở Thanh Vân sơn nhưng qua khỏi. Là người minh oan cho Tiểu Phàm và biết được sự thật về việc Phổ Trí truyền Đại Phạm Bát Nhã, trao lại Phệ Huyết châu cho Tiểu Phàm và đại sát thôn dân Thảo Miếu.
Tứ đại thần tăng Thiên Âm tự: Phổ Hoàng - Phổ Phương - Phổ Trí - Phổ Không
Đệ tử của Phổ Hoàng: Pháp Tướng (sử dụng Luân Hồi châu) thông minh định tuệ, tư chất cực cao, bao dung ôn hòa. Pháp Thiện, sự đệ của Pháp Tướng, thô hào thẳng thắn.

### Phần Hương Cốc:
Cốc chủ: Vân Dịch Lam
Pháp bảo trấn cốc: Huyền Hỏa giám, Bát Hung Huyền Hỏa pháp trận
Sư đệ Thượng Quan Sách, trấn thủ Huyền Hỏa tế đàn, giam giữ Cửu vĩ thiên hồ Tiểu Bạch.
Đệ tử: Lý Tuân, ái mộ Lục Tuyết Kỳ, từng nhờ sư phụ lên Thanh Vân sơn cầu hôn nhưng bị cự tuyệt. Yến Hồng, thông minh, kín kẽ, xinh đẹp.

### Ma Giáo:
Luyện Huyết Đường: Đường chủ Hắc Tâm lão nhân, sào huyệt đặt dưới Tử Linh Uyên, Vạn Bức Cổ Quật, Không Tang sơn. Là chủ nhân của Phệ Huyết châu. 800 năm trước đứng đầu ma giáo nhưng sau đó suy tàn. Đệ tử: Niên lão đại, Dã Cẩu đạo nhân, Lưu Hạo,...
Quỷ Vương Tông: tông chủ Quỷ Vương tông Vạn Nhân Vãng, phụ thân của Bích Dao, đạo hạnh cao siêu, cơ mưu thâm trầm, mưu việc lớn nên trong bao năm lùng bắt linh thú nhằm tạo ra Tứ Linh trận. Hiện tại là lực lượng gần như đứng đầu, dưới trướng cao thủ như mây như Quỷ Lệ (Trương Tiểu Phàm - còn gọi Huyết công tử), Quỷ tiên sinh, Thanh Long, Bạch Hổ, Chu Tước (U Cơ), v..v..  đặt tổng đàn ở Hồ Kỳ Sơn. Sau này, Quỷ Lệ mượn được Càn Khôn Luân Hồi Bàn của Thiên Âm Tự muốn cứu Bích Dao, không ngờ lại bị Quỷ Tiên Sinh và Quỷ Vương dùng cho việc phát động Tứ Linh Huyết Trận (Tứ linh tức Quỳ Ngưu, Chúc Long, Hoàng Điểu, Thao Thiết), khiến cho Hồ Kỳ Sơn sụp đổ, di thể Bích Dao biến mất. Quỷ Vương mang theo Tứ Linh Huyết Trận tiến đánh Thanh Vân. Ở hậu sơn Quỷ Lệ được Tru Tiên Kiếm triệu hoán, lần nữa đi vào Huyễn Nguyệt Động Phủ, trải qua huyễn tượng, loại bỏ tâm ma, ở đây hắn gặp Đạo Huyền đã nhập ma. Thời khắc mấu chốt, Vạn Kiếm Nhất xuất hiện trước Quỷ Lệ và Đạo Huyền, ông điểm hóa cho Đạo Huyền và nói cho Quỷ Lệ biết hắn chính là chủ nhân của Tru Tiên Kiếm. Mà Tru Tiên Kiếm chính là quyển Thiên thư thứ năm trong truyền thuyết. Quỷ Lệ nắm lấy Tru Tiên Kiếm, rốt cục hiểu rõ toàn bộ, cuối cùng hắn phát động Tru Tiên Kiếm Trận đánh bại Quỷ Vương, cứu vớt thiên hạ thương sinh.
Vạn Độc Môn: Môn chủ Độc Thần, cơ mưu xảo trá. Tiểu đệ tử Tần Vô Viêm, tụng xưng Độc công tử, xếp ngang hàng với Trương Tiểu Phàm. Môn hạ Bách Độc tử, Đoan Mộc lão tổ.
Hợp Hoan phái: Sư tổ Kim Linh phu nhân. Phái chủ Tam Diệu tiên tử. Pháp bảo: Hợp Hoan linh, si tình chú. Đệ tử đắc ý: Kim Bình Nhi, tụng xưng Diệu công tử. Chịu ơn cứu mạng của Tiểu Hoàn nên vô cùng thân thiết, bảo vệ cô.
Trường Sinh Đường: đường chủ Ngọc Dương tử, đạo hạnh cao nhưng kiêu ngạo ngu ngốc, không có đệ tử nối truyền. Bị ba phái Quỷ Vương tông, Vạn Độc môn và Hợp Hoan phái liên thủ, mượn việc vào đầm chết tìm bảo vật tiêu diệt.

### Các nhân vật khác
Cửu vĩ thiên hồ: một hồ ly tu luyện vài nghìn năm, mẫu thân của Lục vĩ ma hồ, khi hóa thân thành người thì có tên là Tiểu Bạch, đạo hạnh cao siêu, chỉ xếp sau Hắc Thủy Huyền Xà. Tiểu Bạch là yêu thú có trí tuệ siêu việt, vô cùng mỹ lệ mị hoặc, tính cách sảng khoái, phóng khoáng. Trước kia từng cùng yêu tộc xông vào Huyền Hỏa Đàn của Phần Hương Cốc để cướp đoạt Huyền Hỏa Giám nhưng thất thủ, bị giam tại Huyền Hỏa tế đàn suốt 300 năm, về sau được Trương Tiểu Phàm cứu thoát.
Chu Nhất Tiên: Ông thầy tướng số lừa đảo, luôn tự nhận mình là truyền nhân của Thanh Vân tổ sư (về khoản tướng số), học được Độn Thổ Phù, chuyên dùng để chạy trốn khi lừa đảo nhầm cao thủ. Tuy nhiên, nhãn quan tinh tường, tri thức hơn người, rất thích náo nhiệt, hóng chuyện thiên hạ.
Chu Tiểu Hoàn: Cháu nội Chu Nhất Tiên, xinh đẹp thiện lương, có khả năng xem bốc tinh tướng chuẩn xác, rất thích đồ ngọt, miệng lưỡi ghê gớm, từng hy sinh một năm dương thọ để cứu Kim Bình Nhi của Hợp Hoan Phái, hai người kết tình tỉ muội. Tiểu Hoàn có thể có tình cảm với Trương Tiểu Phàm nhưng chưa từng nói ra. Về sau còn giúp đỡ Dã Cẩu đạo nhân và cảm hóa hắn bỏ tà theo chính. Trong quá trình đi về phía nam gặp phải yêu thú tập kích, Tiểu Hoàn và Chu Nhất Tiên bị bắt, Dã Cẩu Đạo Nhân liều mình cứu giúp, cuối cùng kiệt lực, chết cùng con yêu thú cuối cùng. Để cảm tạ ân cứu mạng của Dã Cẩu Đạo Nhân, Tiểu Hoàn hao tổn hai mươi năm dương thọ của mình, thi Thu Hồn Thuật, triệu hồn phách Dã Cẩu Đạo Nhân trở về. Đáng tiếc pháp lực còn kém, suýt nữa bỏ mạng dưới chính tay những lệ quỷ gọi đến. Đúng lúc Quỷ Tiên Sinh đi ngang qua nơi đây, thấy Tiểu Hoàn dùng Thu Hồn Thuật đã thất truyền nhiều năm, không đành lòng bèn ra tay cứu Tiểu Hoàn, cũng nhận nàng làm đệ tử, dạy nàng pháp thuật của Quỷ Đạo
Thú Thần: do vu nữ Linh Lung đi tìm bí quyết trường sinh mà thu lấy thiên địa lệ khí của Nam Cương, chắt lọc lấy tinh hoa, rồi tạo ra y, dần dần thành hình, có linh tính, đem lòng yêu Linh Lung nhưng vì vô tri mà không phân biệt được thiện ác, vô tình đem lại nguy hại cho nhân gian, Linh Lung hối hận sử dụng Bát Hung Huyền Hỏa trận thiêu đốt y. Y trốn vào Sân Ma cổ động trong Thập Vạn Đại Sơn, cuối cùng vẫn bị Linh Lung tìm tới tận nơi truy giết, dùng nhục thể của mình tạo ra tượng đất để khiến Thú Thần không còn bất tử, sau đó Linh Lung qua đời. Y có linh thú Thao Thiết (cái đầu kỳ quái chẳng giống bất kỳ loài vật nào. Tứ chỉ nhãn to cỡ cái chuông đồng, phân thành hai cặp trên dưới đối nhau. Sáu cái răng nanh sắc nhọn chìa ra ngay giữa cái mồm to lớn, nước dãi từ đó ròng ròng chảy xuống không ngừng. Trên lớp da xám đen mọc đầy những sợi lông thô cứng, rõ ràng loài yêu thú hung ác nhất trong truyền thuyết). Do đem lòng oán hận Linh Lung nên muốn tru diệt thế gian, đánh lên núi Thanh Vân lại bị Đạo Huyền Chân Nhân mở Thiên Cơ Ấn, lợi dụng lệ khí của núi Thanh Vân, cuối cùng đánh bại Thú Thần, tiếc là Tru Tiên Kiếm lại xuất hiện một vết nứt, hơn nữa do mở Thiên Cơ Ấn dẫn đến lệ khí phản phệ nên Đạo Huyền Chân Nhân bị thương nặng. Thú Thần bị bại quay về Thập Vạn Đại Sơn. Sau cùng, đấu với Tiểu Phàm - Tuyết Kỳ, đoạn cuối bị thiêu đốt bởi Bát Hung Hỏa Long, nhìn thấy Linh Lung mà mãn nguyện chết đi.

## Chuyển thể

### Game
Sau sự thành công của bộ truyện, các game online Tru Tiên 1, 2 và 3 lần lượt ra đời.
Năm 2015 game online Tru Tiên Thế giới hé lộ bản test, nhưng sau đó nhà phát hành hoãn lại để nâng cấp đồ họa game do sức ảnh hưởng của Thiên Nhai Minh Nguyệt Đao với đồ họa được đánh giá là nổi trội hơn.
Tiếp đến là sự ra đời của Tru Tiên 3D trên nền tảng Mobile của Perfect World.

### Truyện tranh
Năm 2009, Comixo Studio của Malaysia cho ra đời bộ truyện tranh Tru Tiên do họa sĩ Hoàng Hùng Hào (WONG Ben) vẽ.

### Phim truyền hình
Bộ truyện đã được công ty Hoan Thuỵ Thế Kỷ của Trung Quốc mua bản quyền chuyển thể thành phim truyền hình với tên gọi "Tru tiên-Thanh Vân chí", tuy nhiên do cải biên sai lệch gần như toàn bộ nguyên tác, bị người hâm mộ lên án gay gắt, nsx đã phải loại bỏ 2 chữ Tru Tiên trong tên phim, chỉ còn lại là "Thanh Vân Chí", xem như không liên quan đến tiểu thuyết Tru Tiên.